# Prága–Děčín-vasútvonal
A Prága–Děčín-vasútvonal egy 130 km hosszúságú, normál nyomtávolságú, kétvágányú, villamosított vasúti fővonal Csehországban Prága és Děčín között, amelyet eredetileg a cs. kir. Északi Államvasút épített. Prágából a Moldva és az Elba folyók mentén halad az észak-csehországi Děčín városáig. A vonal a IV. páneurópai közlekedési folyosó és a 22. számú TEN-folyosó (Athén-Nürnberg/Drezda) része. A vonatok legnagyobb sebessége a vonalon 160 km/h.

## Képgaléria

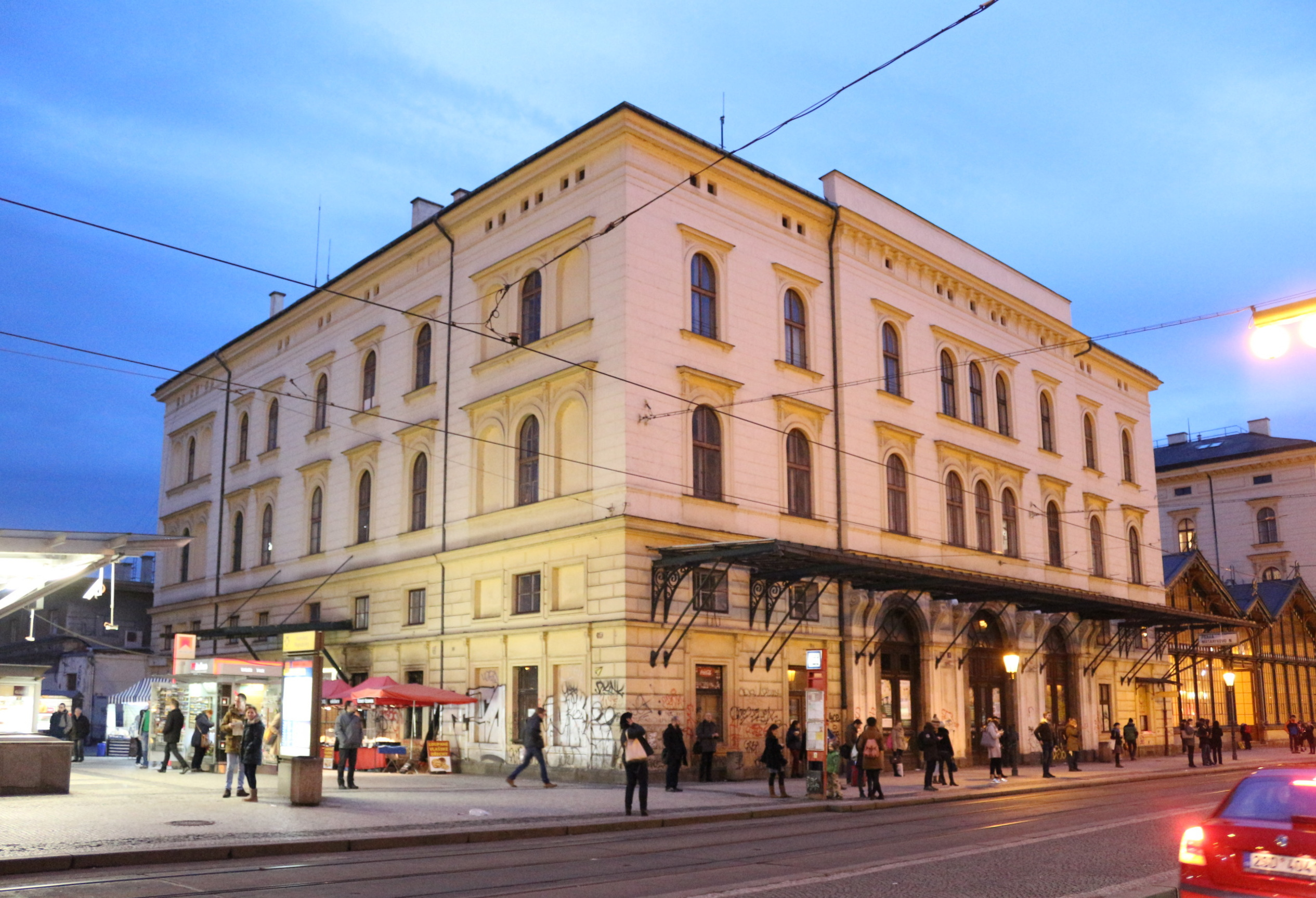
Praha Masarykovo nádraží
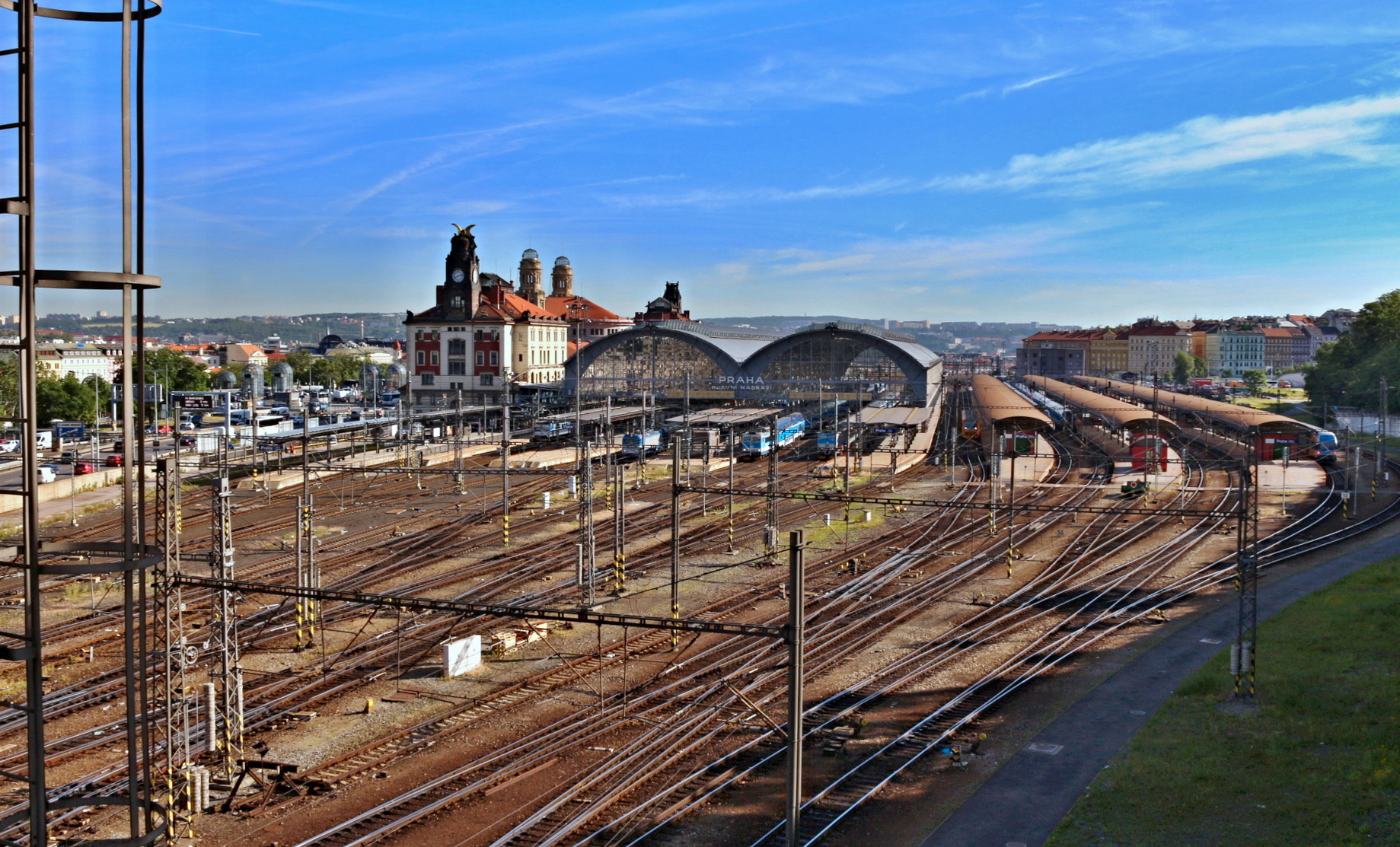
Praha hl. n.
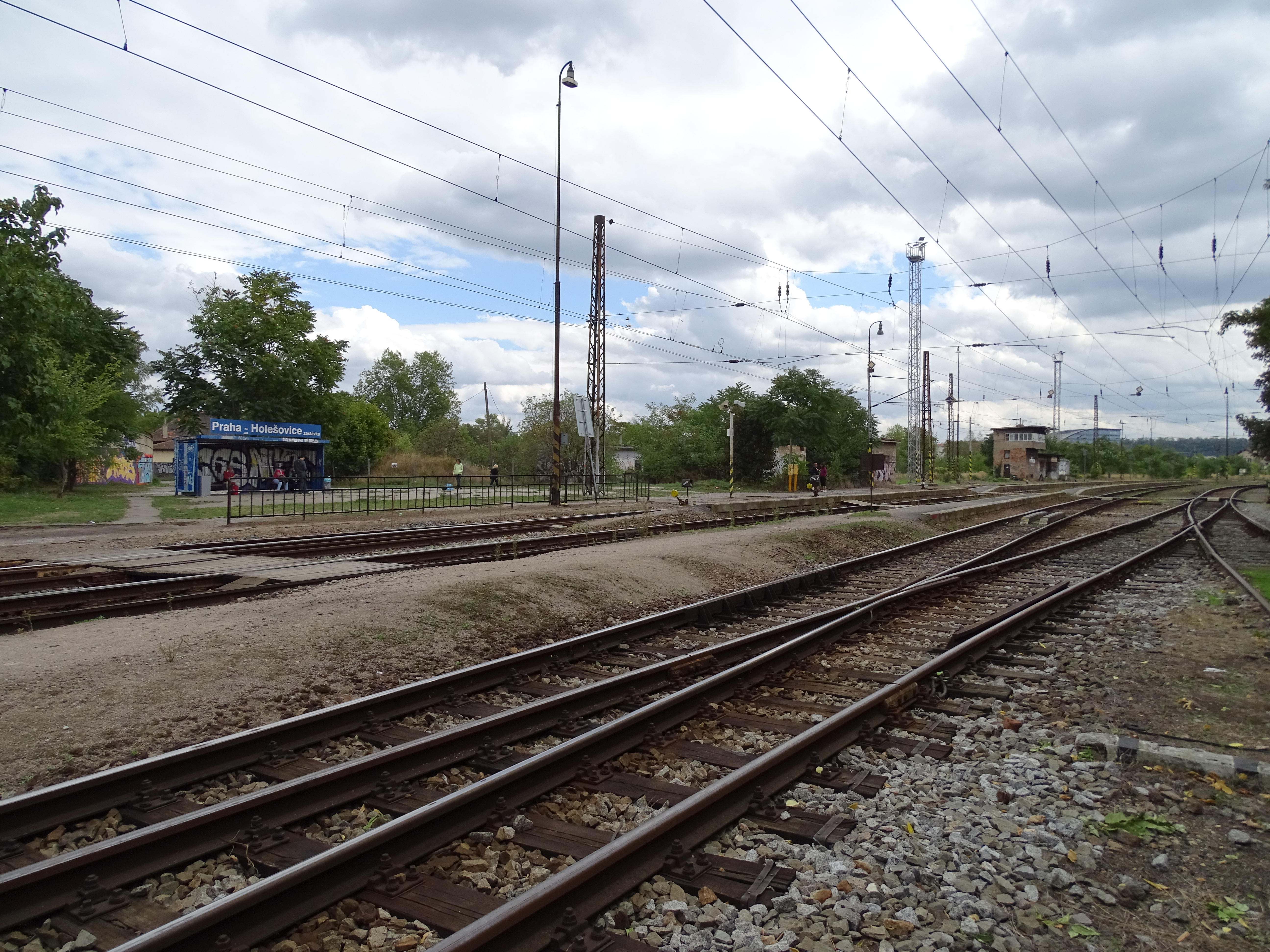
Praha-Holešovice zastávka
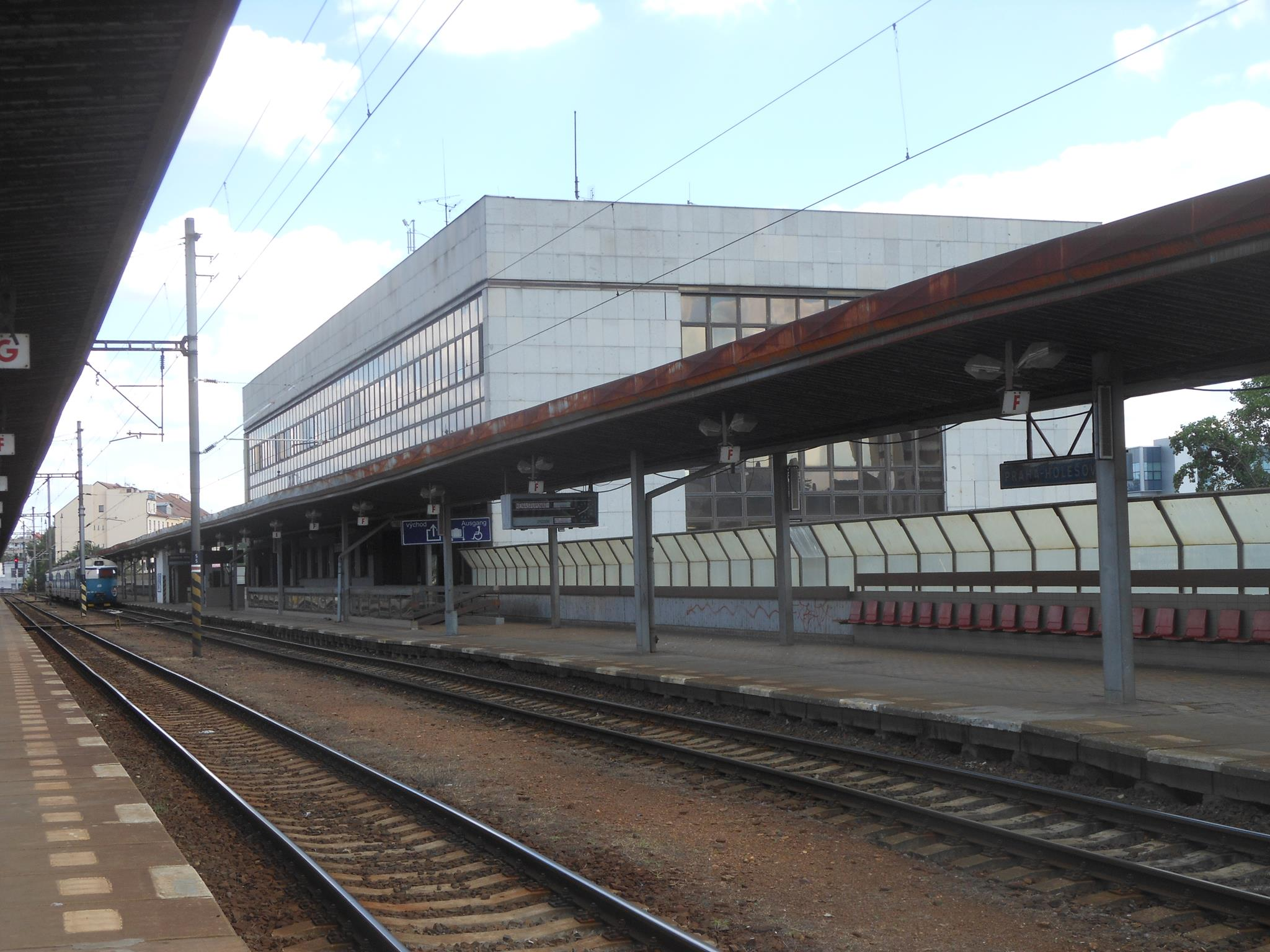
Praha-Holešovice
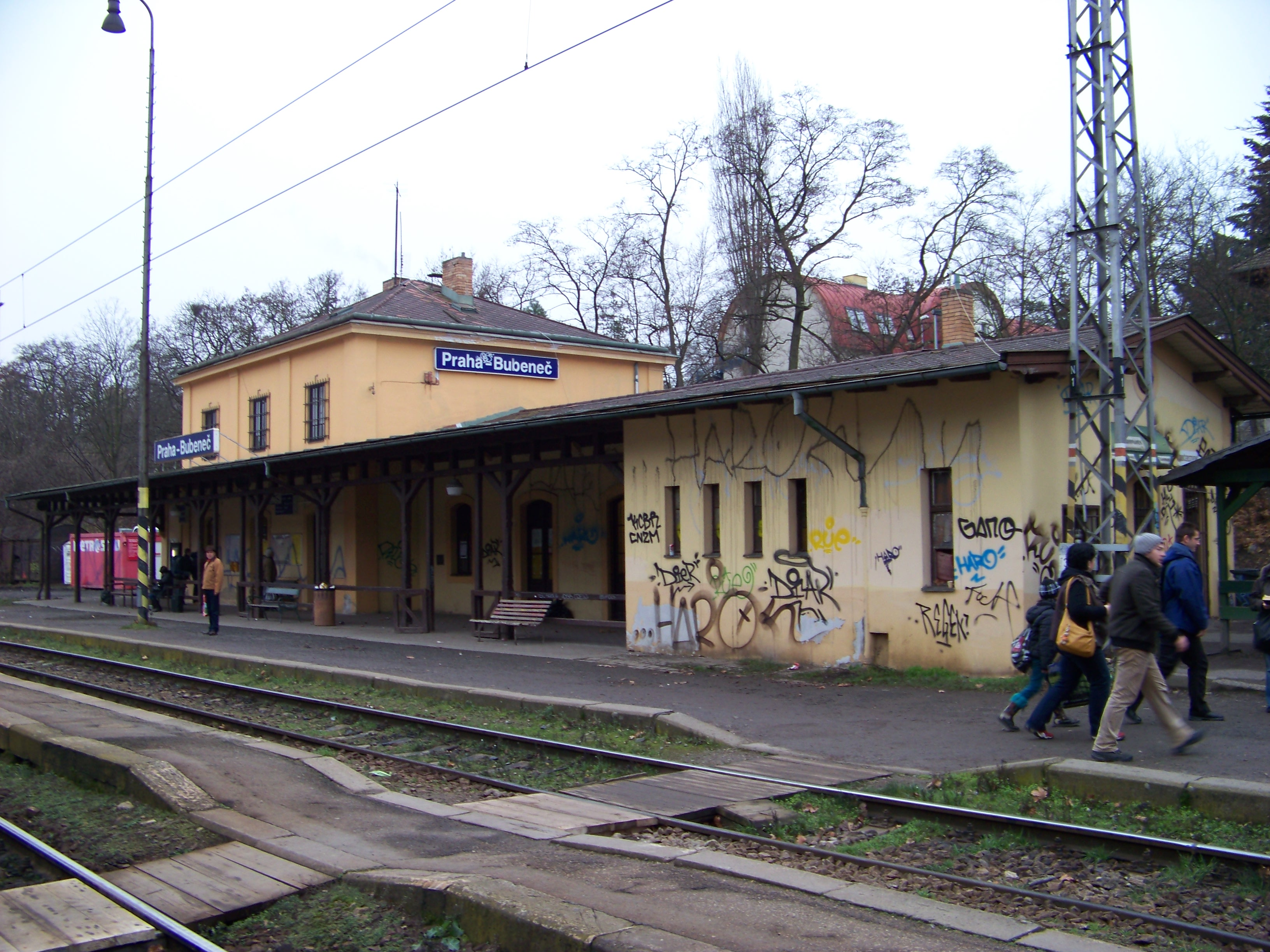
Praha-Bubeneč
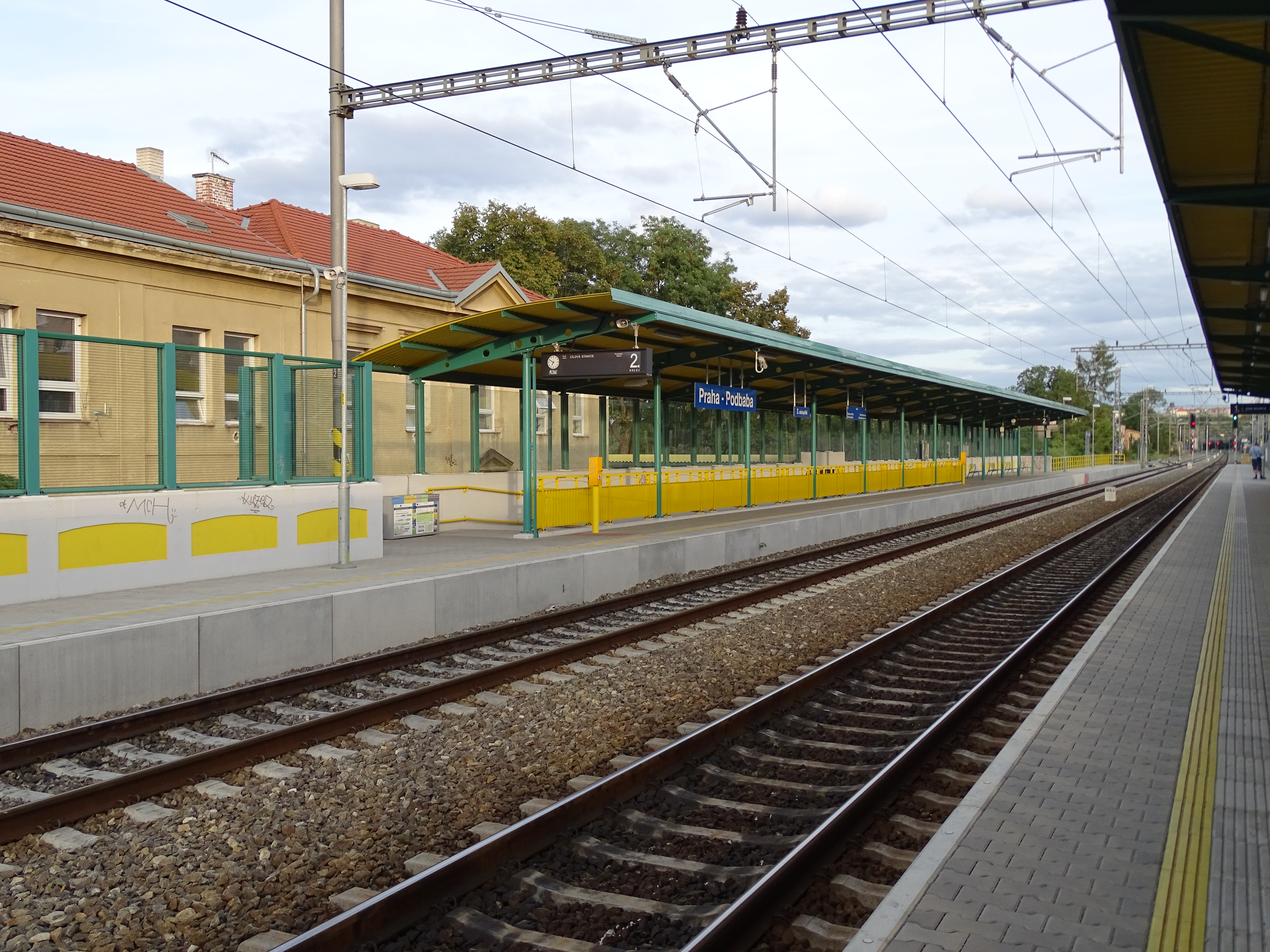
Praha-Podbaba
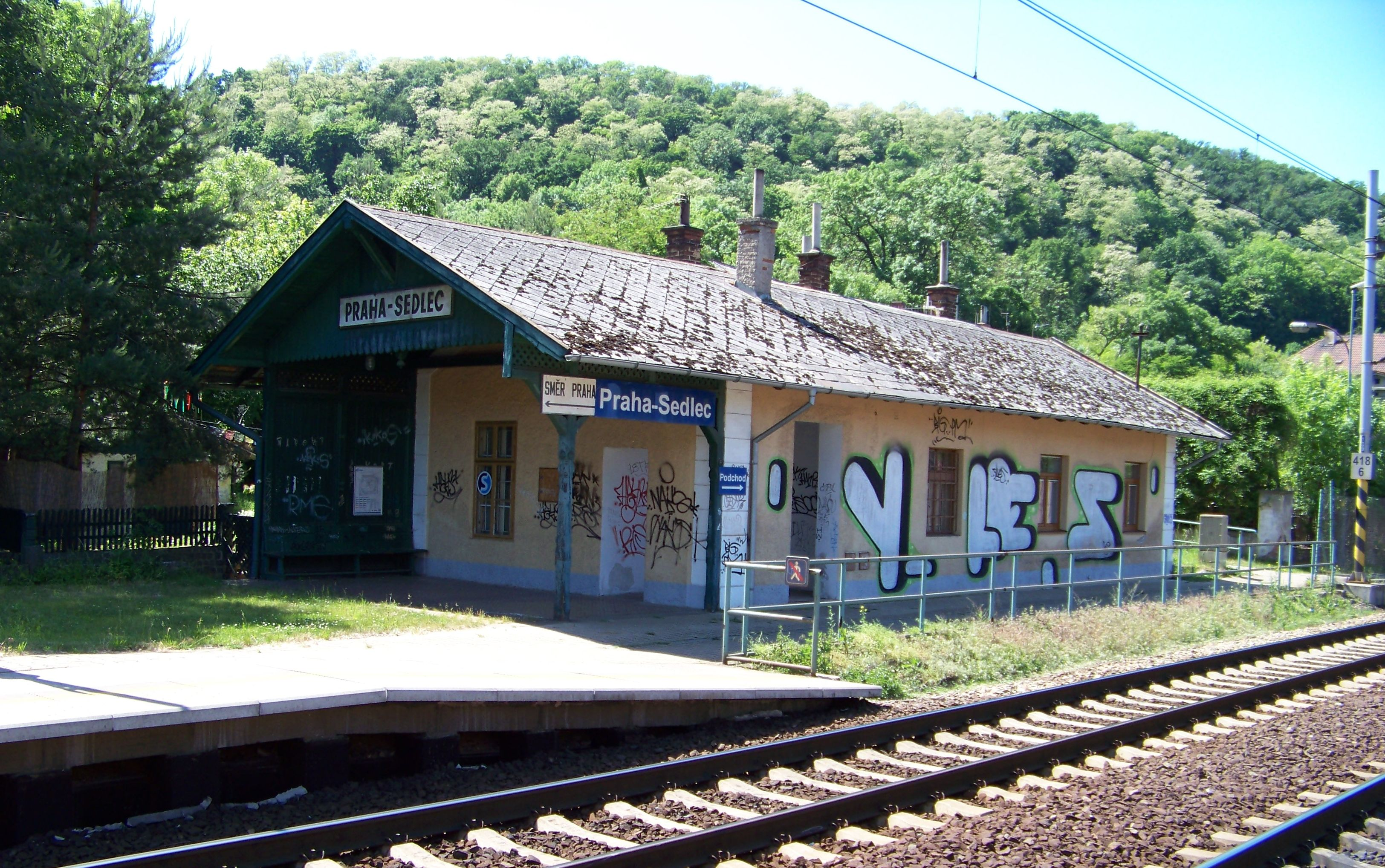
Praha-Sedlec
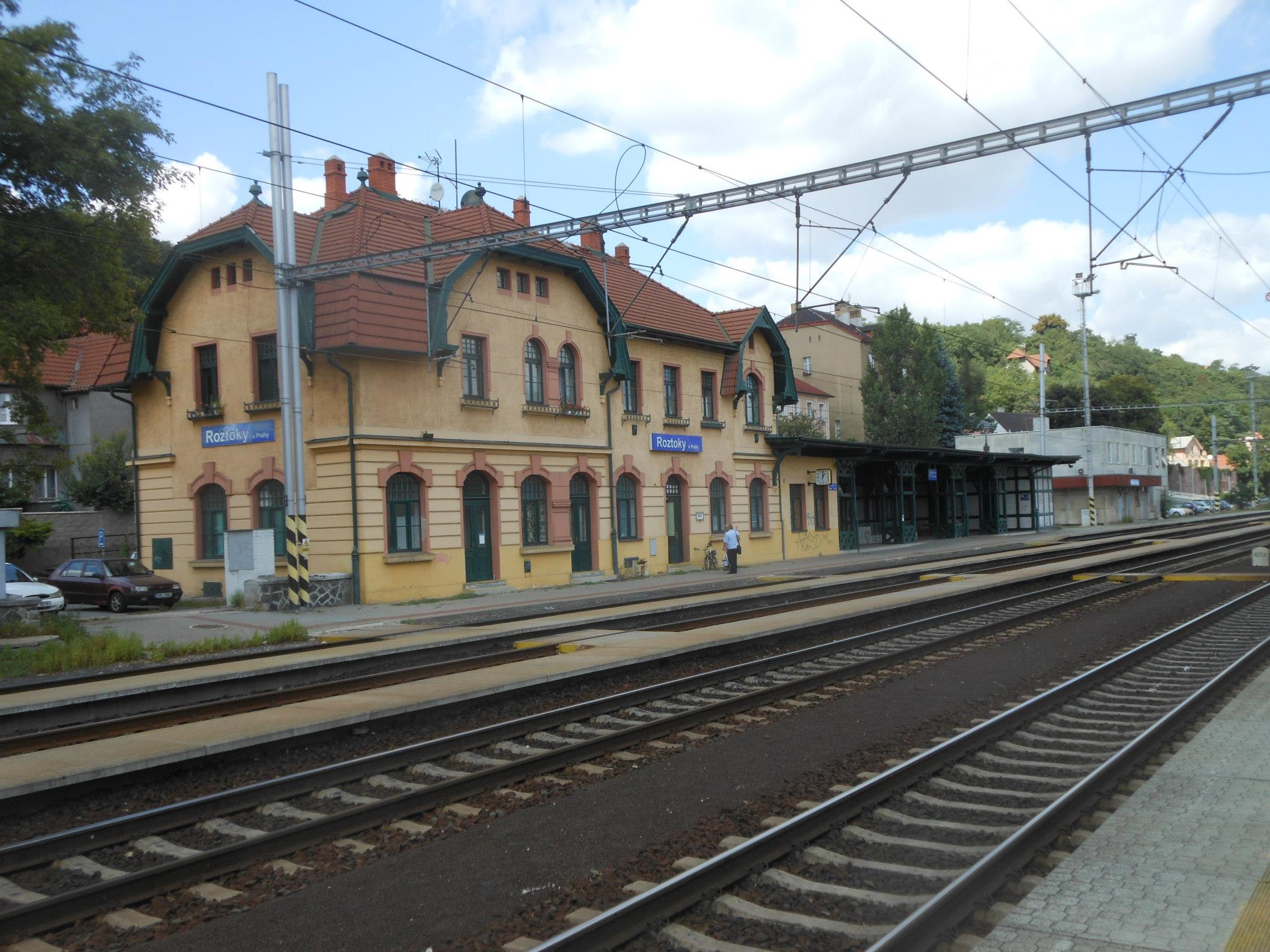
Roztoky u Prahy
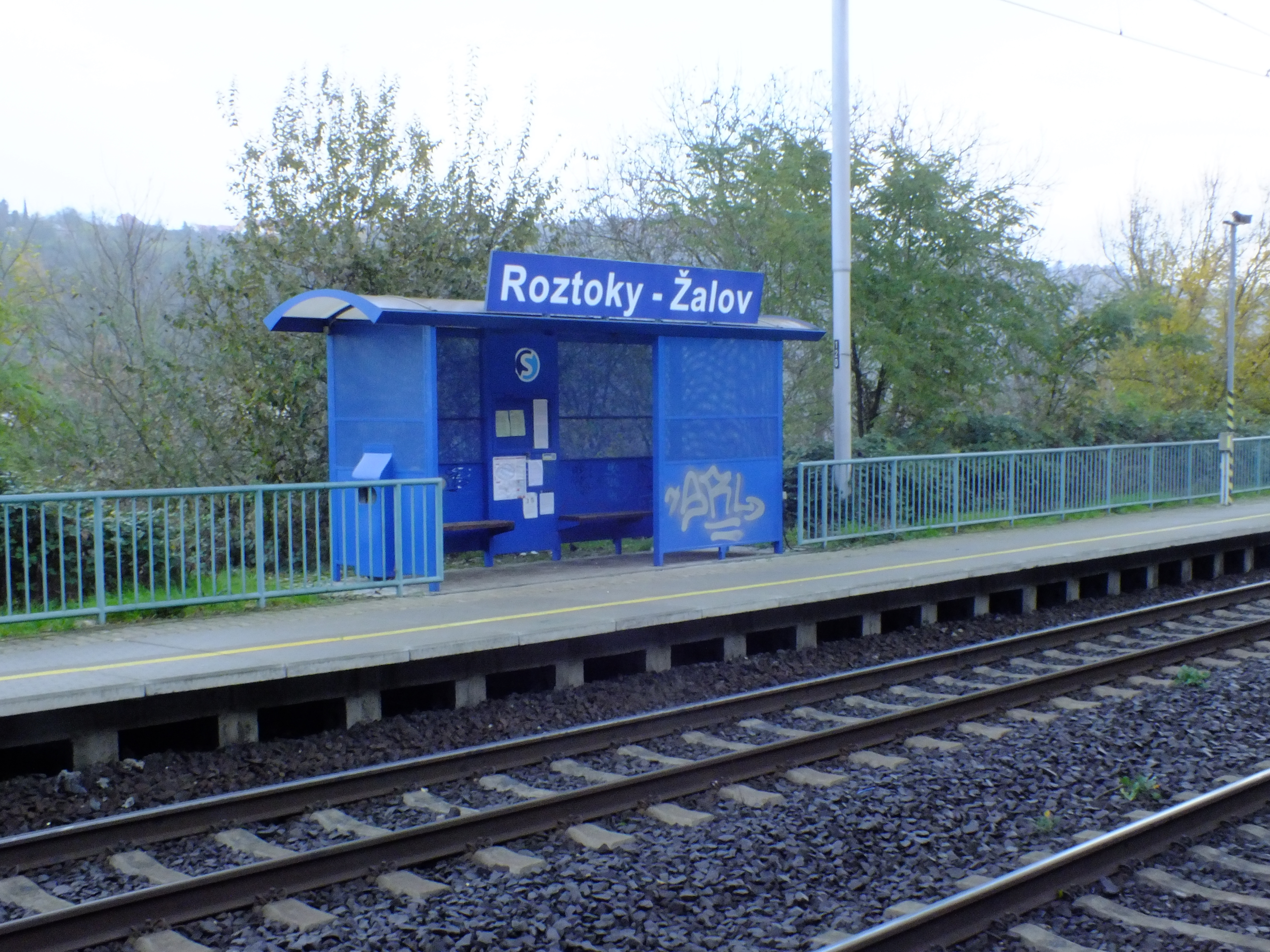
Roztoky-Žalov
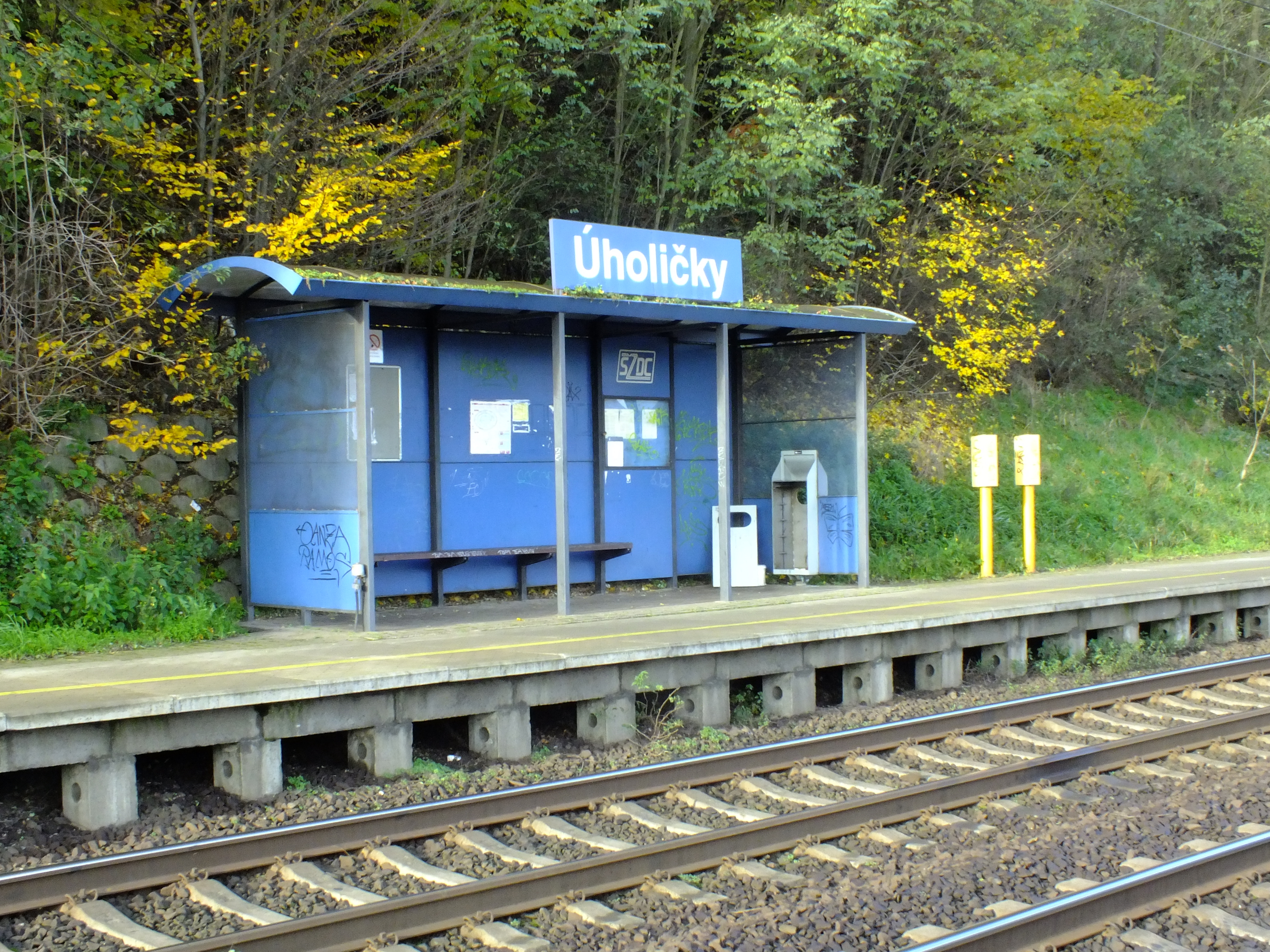
Úholičky
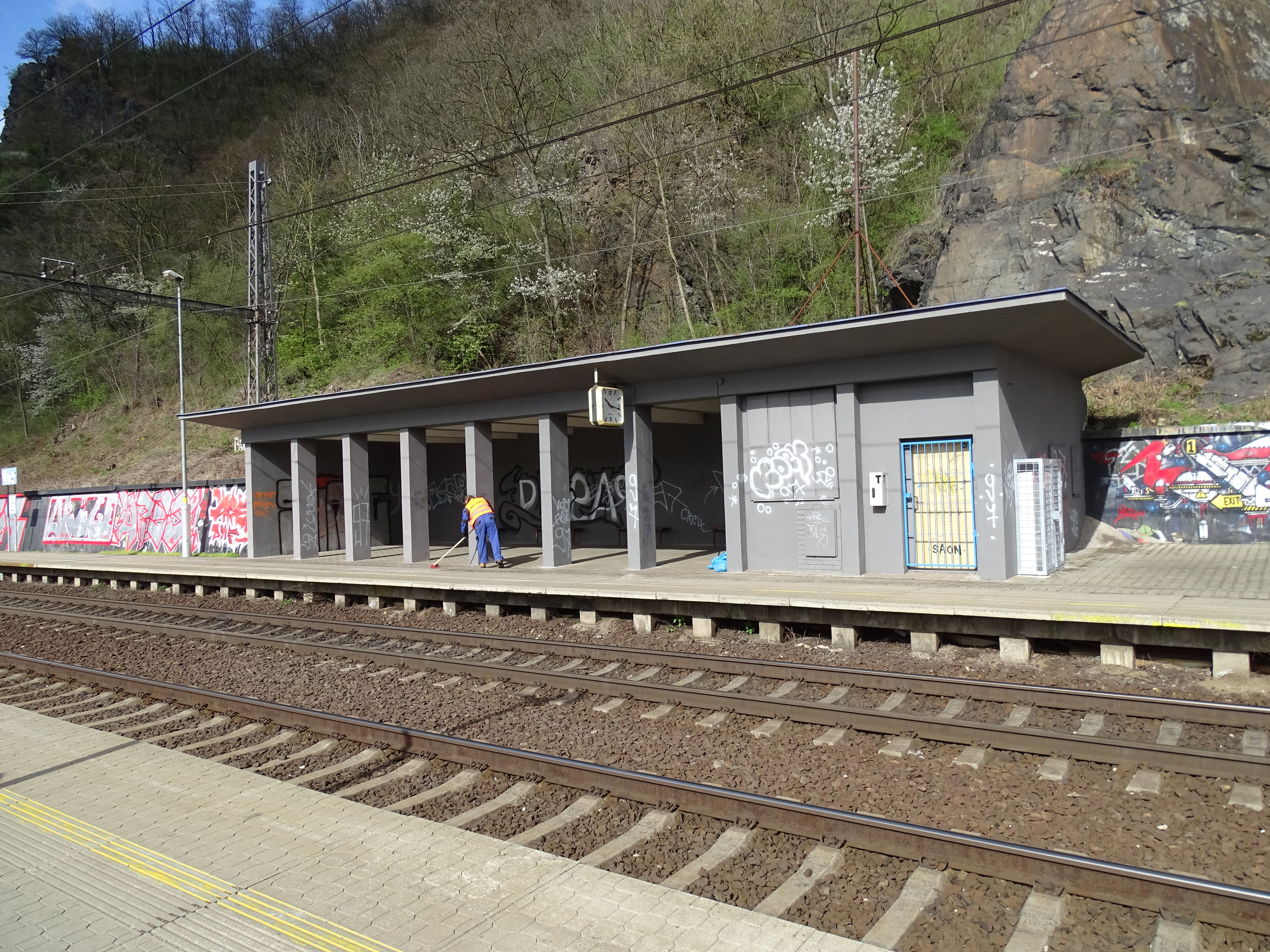
Řež
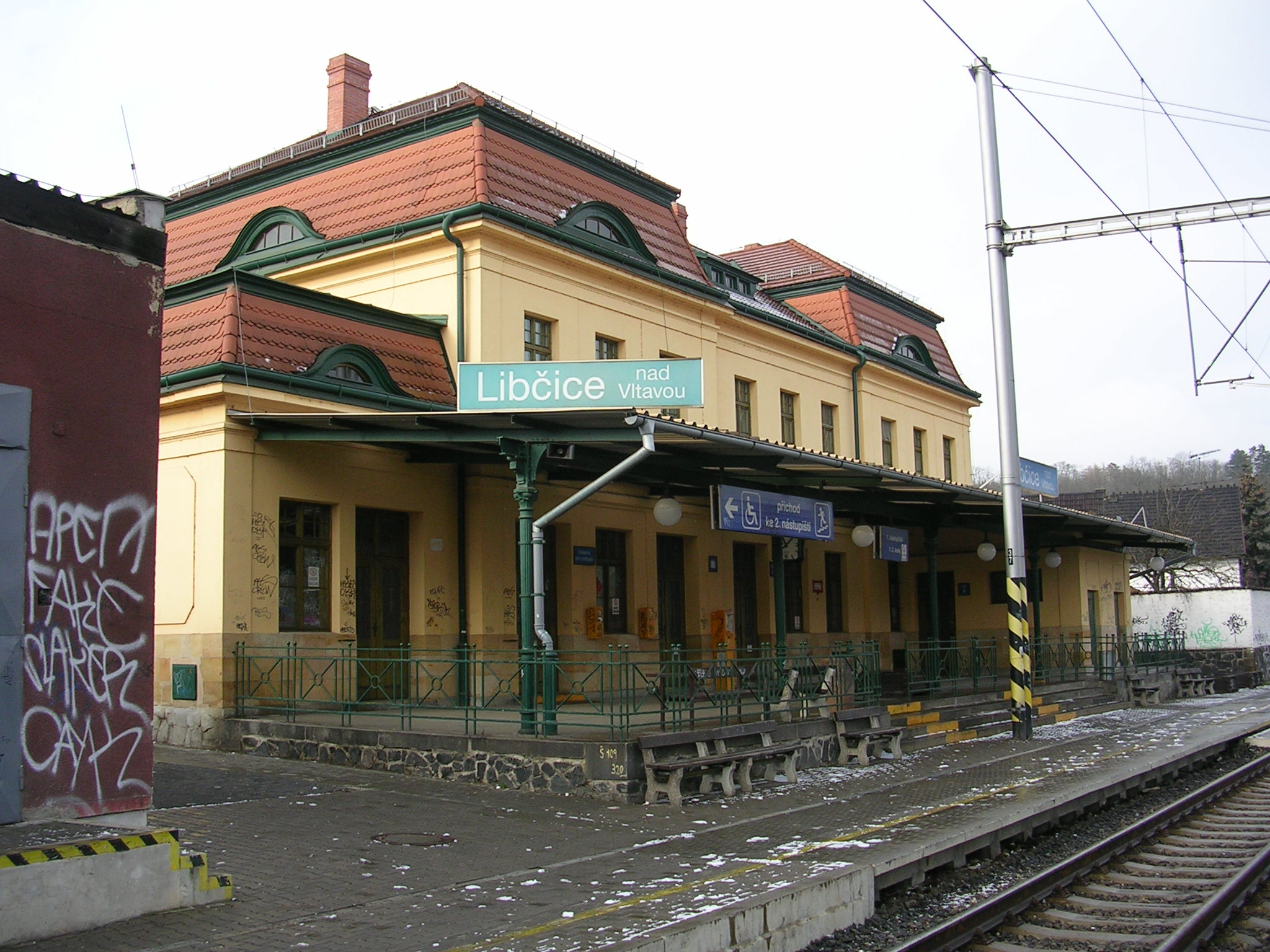
Libčice nad Vltavou
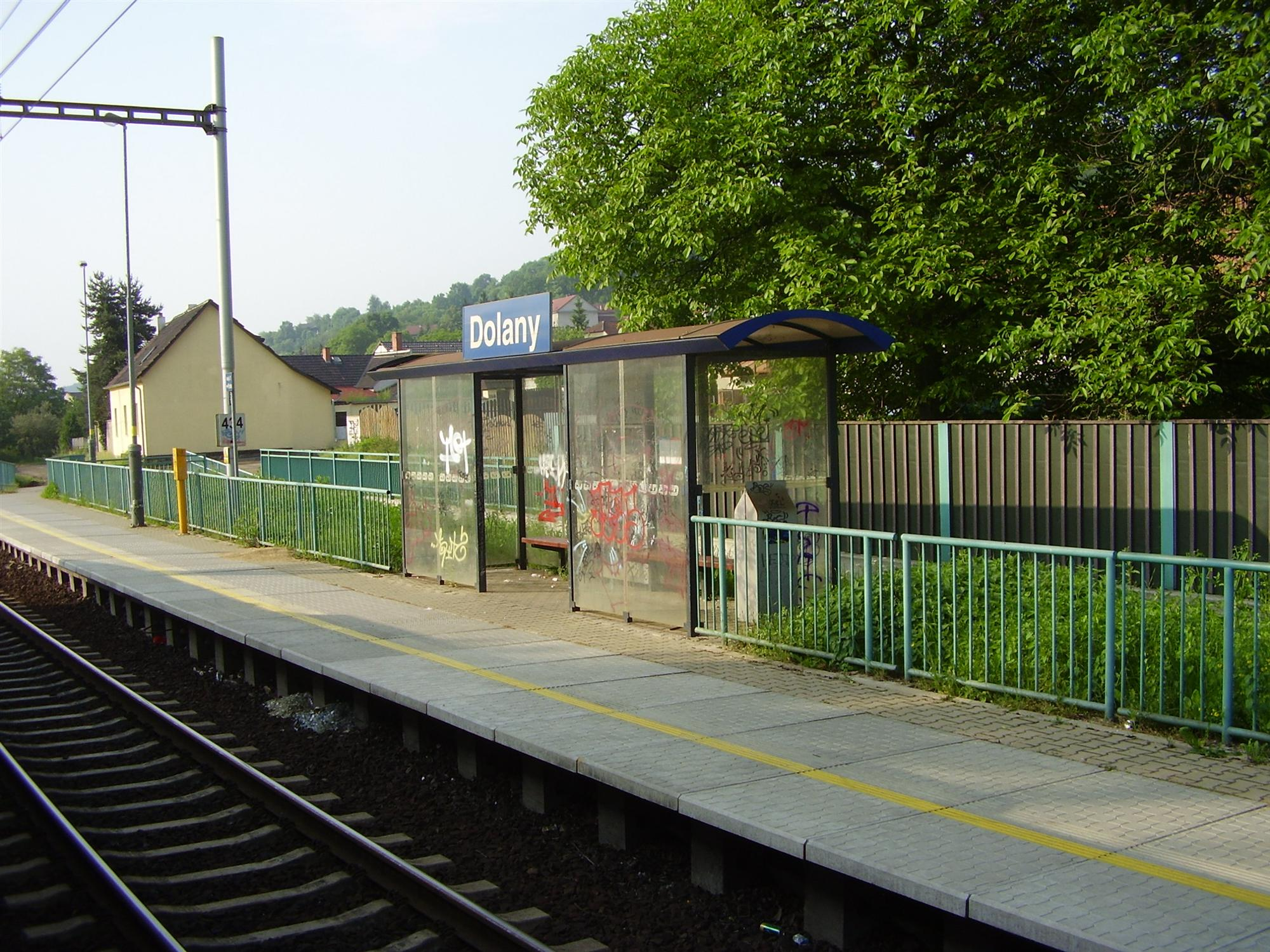
Dolany
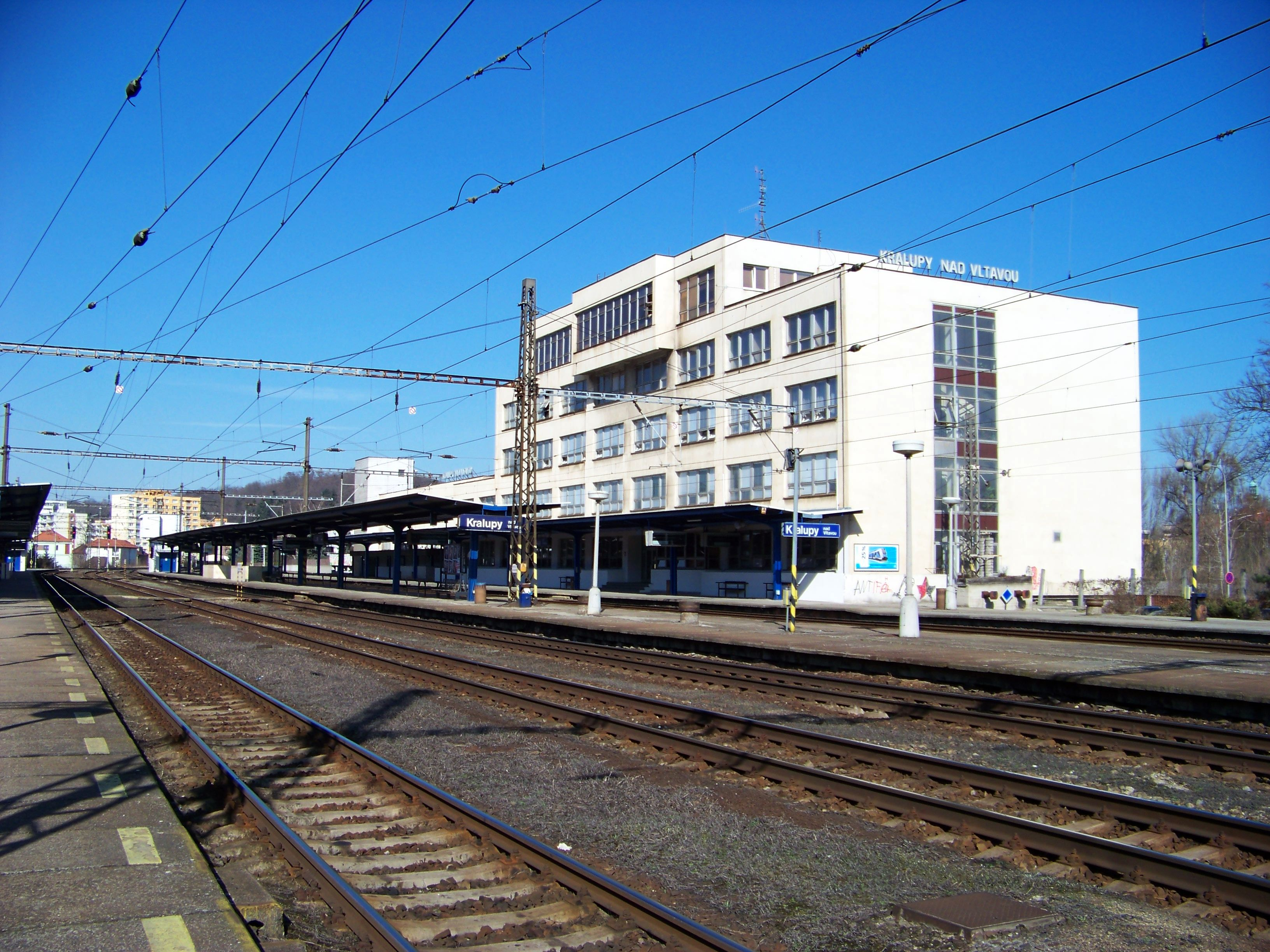
Kralupy nad Vltavou
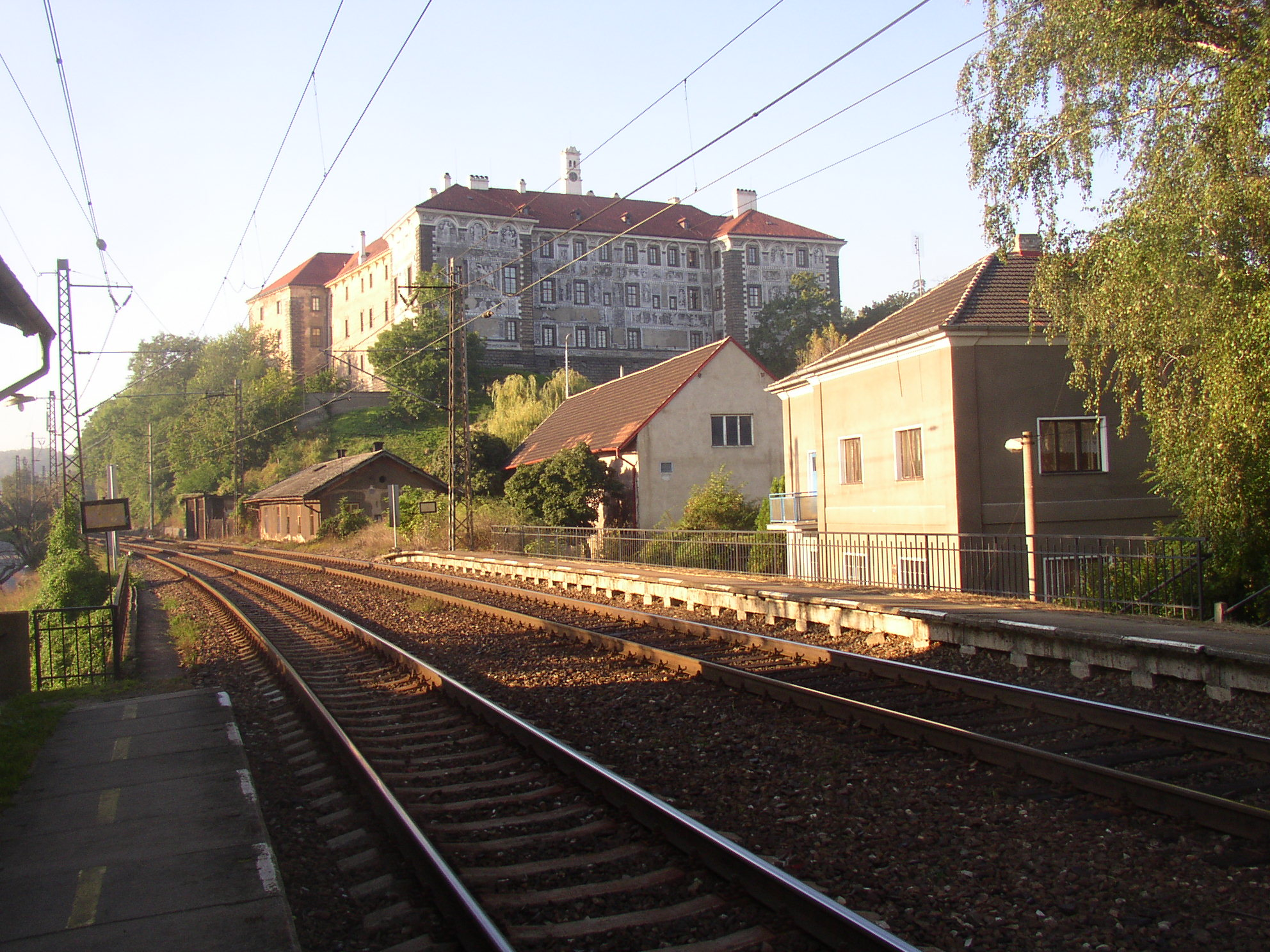
Nelahozeves zámek
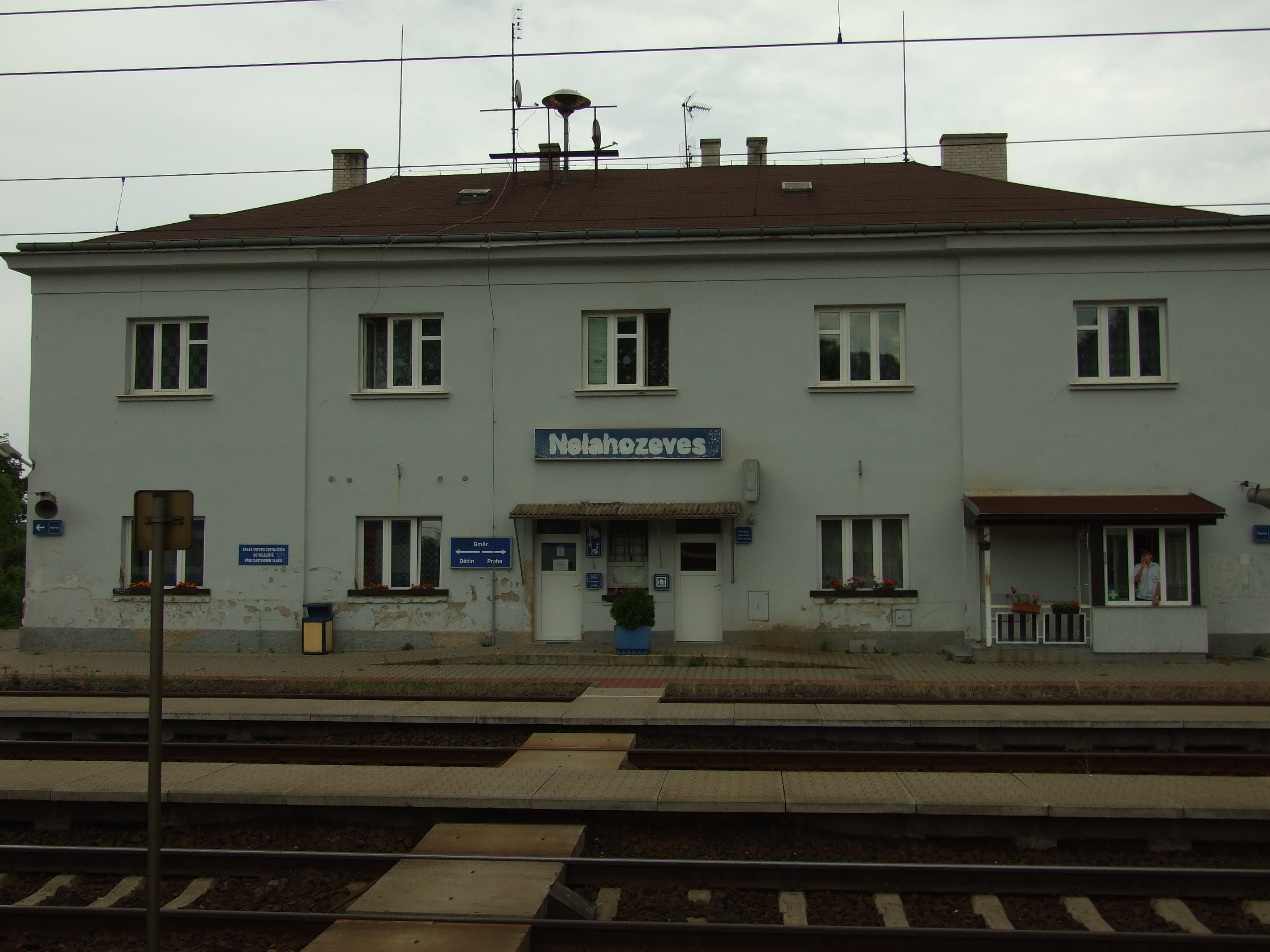
Nelahozeves
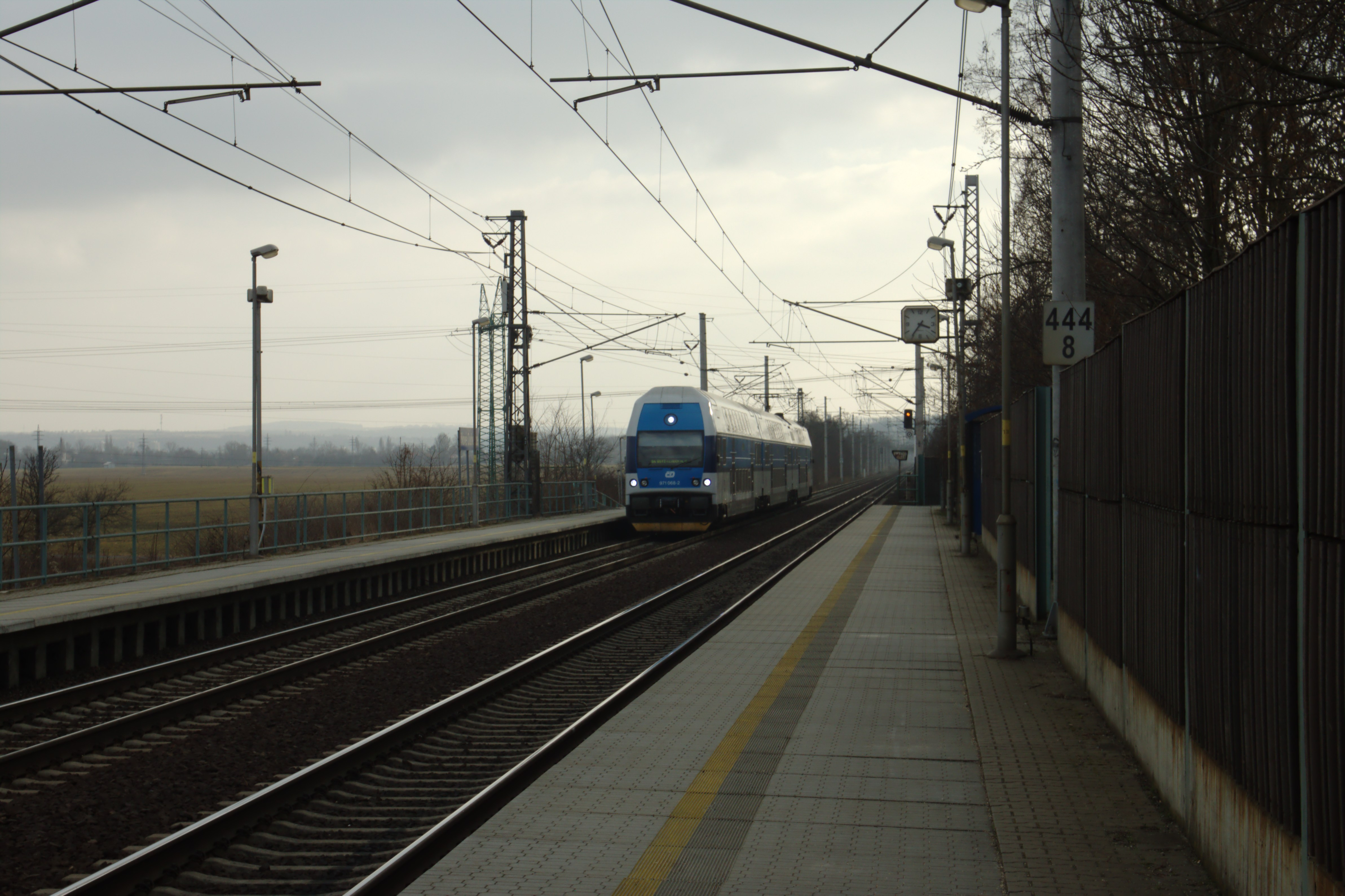
Nové Ouholice
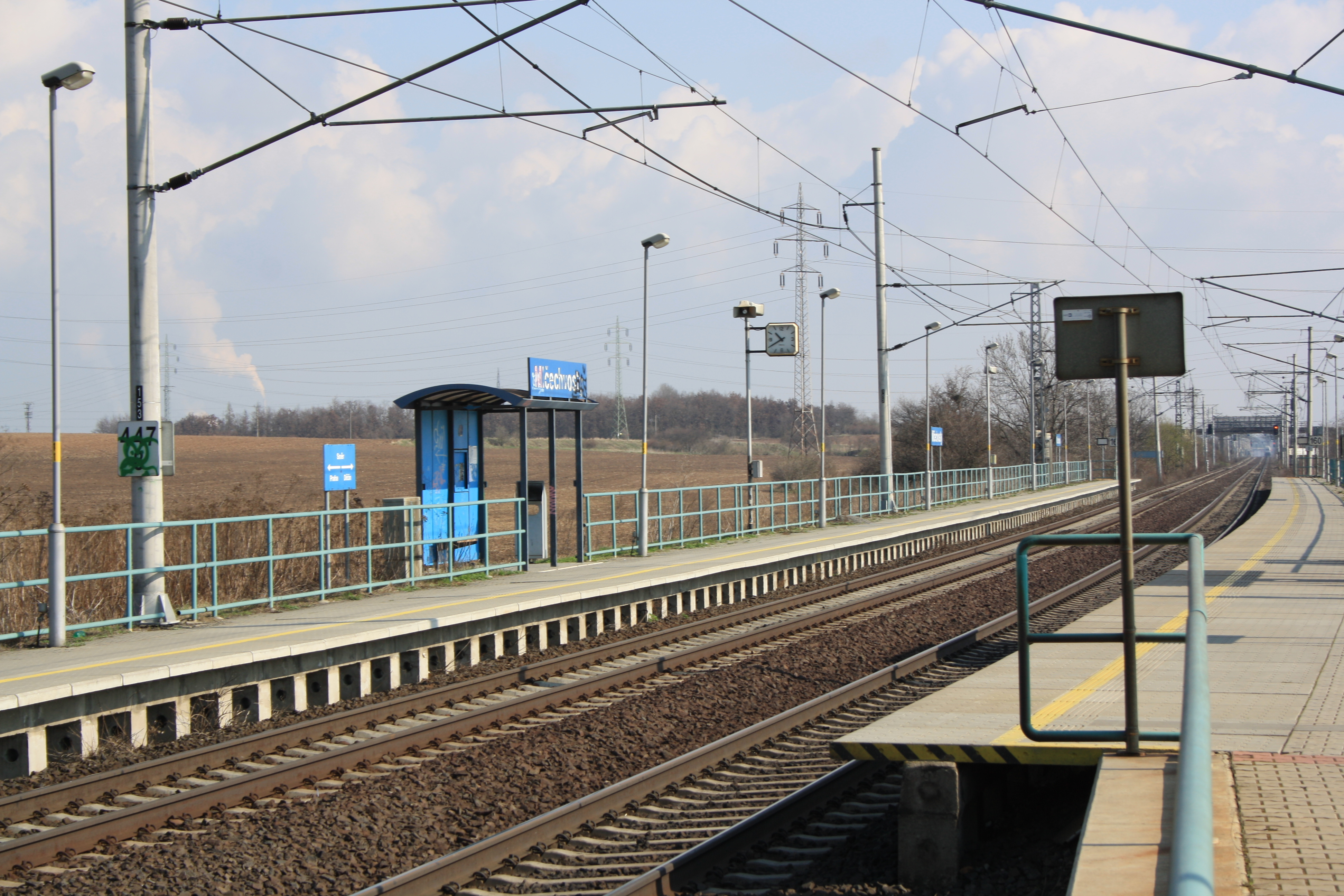
Mlčechvosty
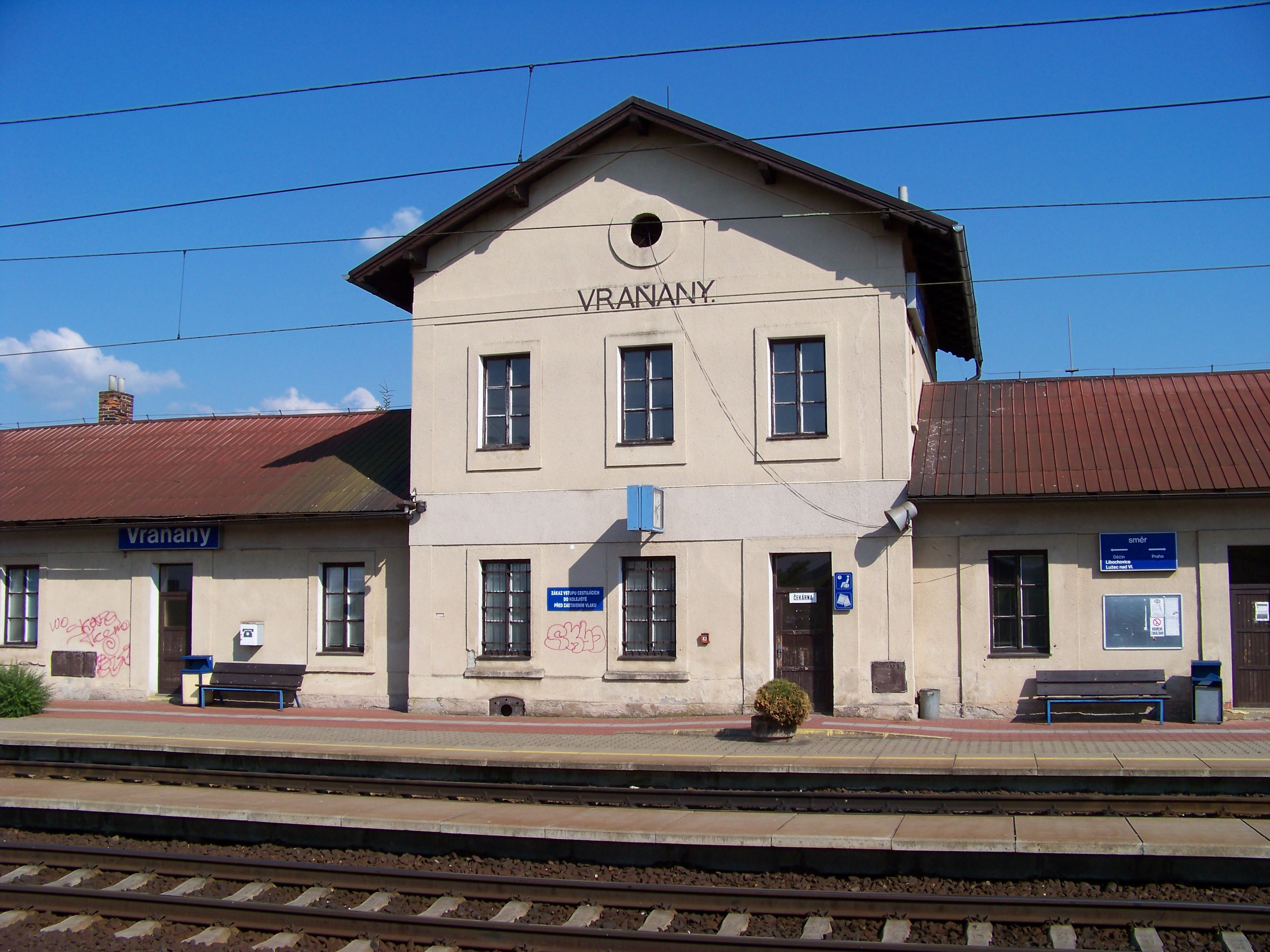
Vraňany
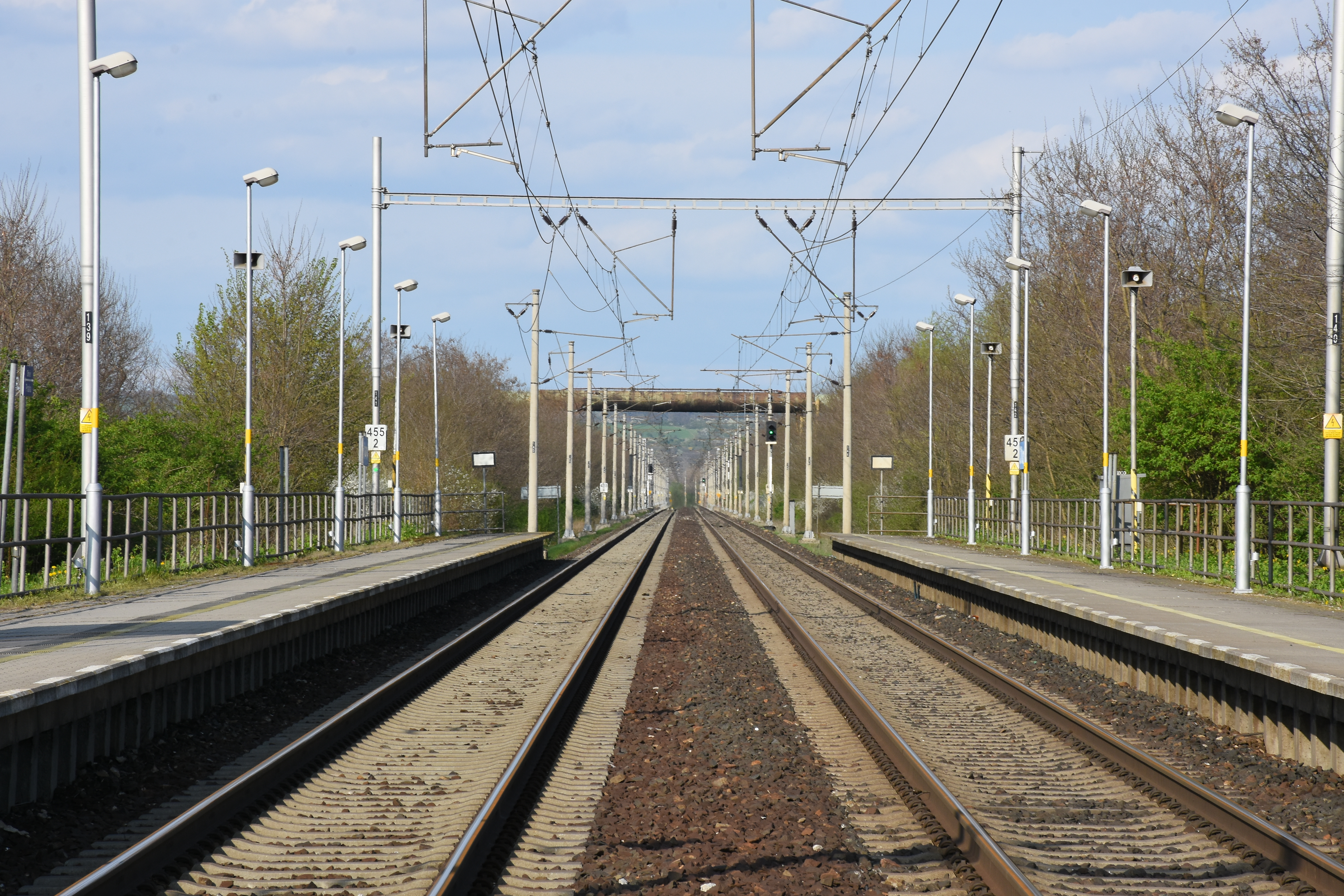
Cítov
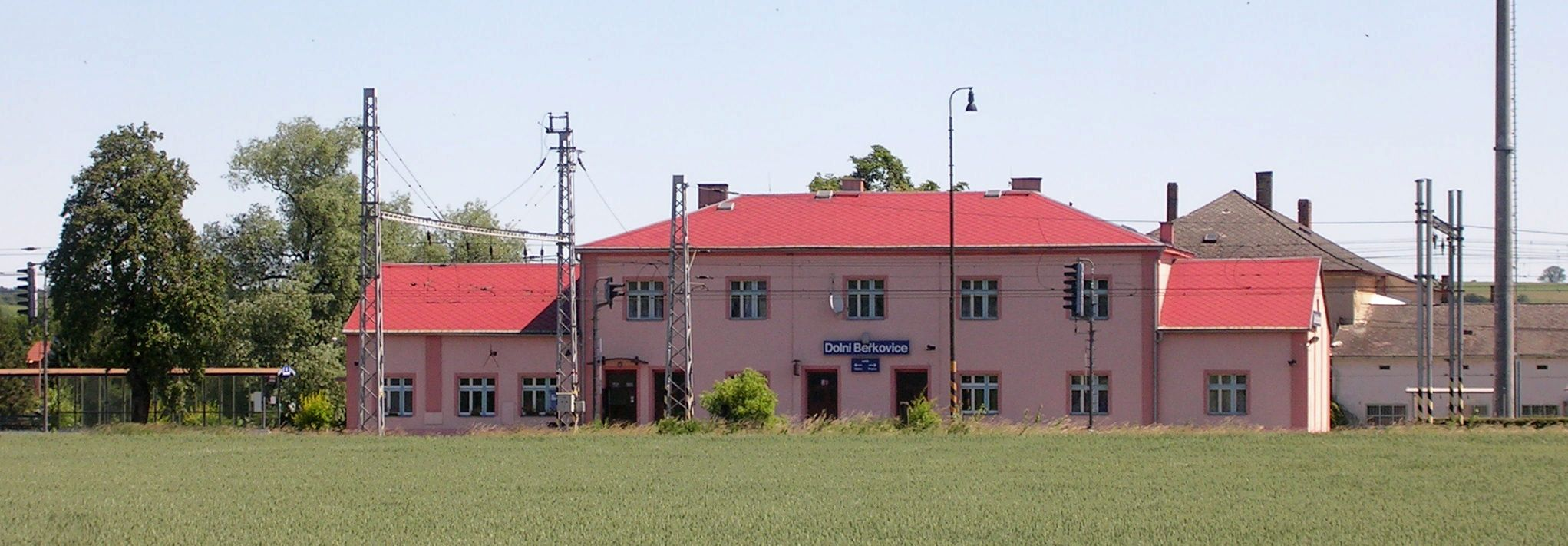
Dolní Beřkovice
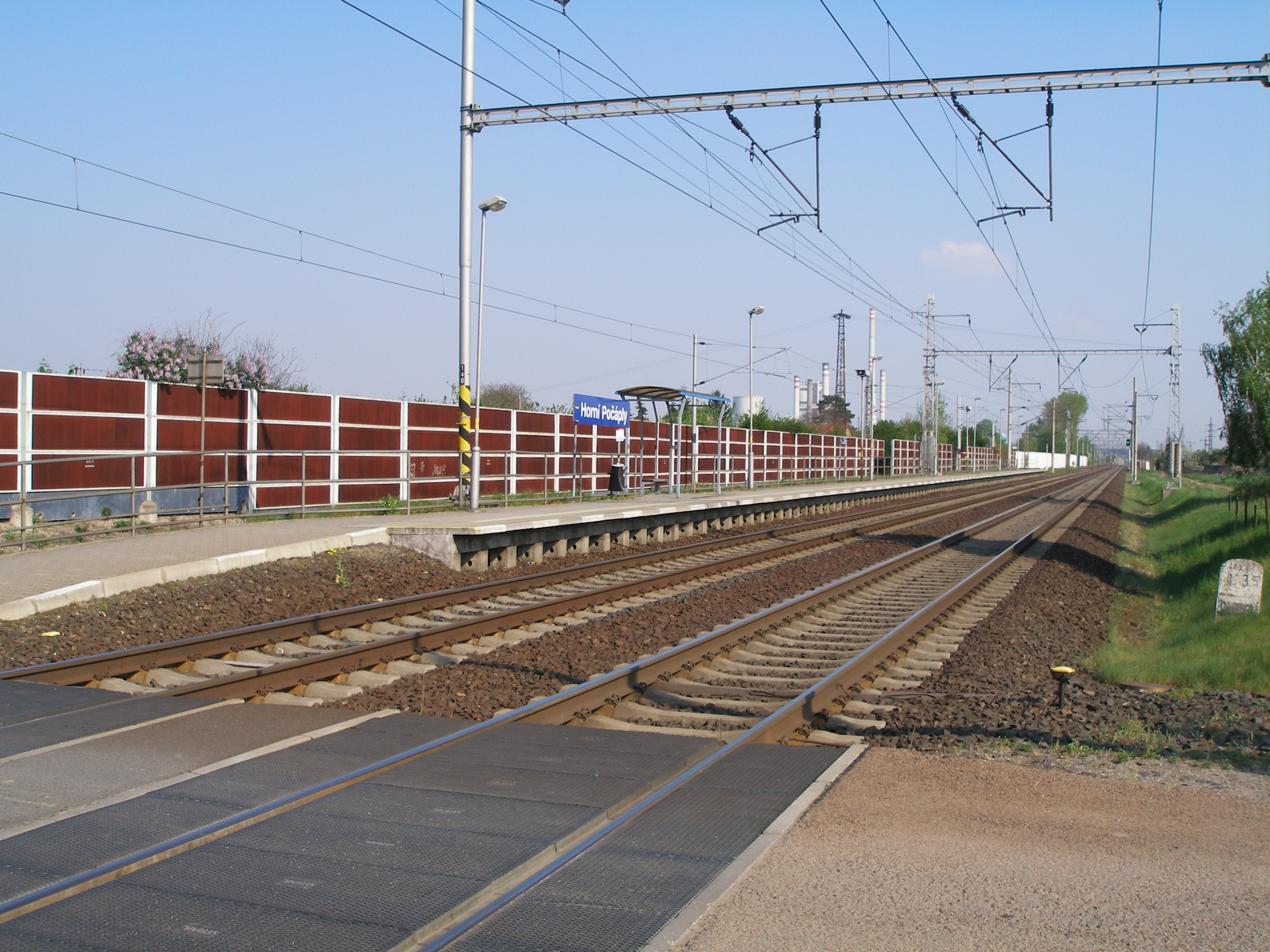
Horní Počaply
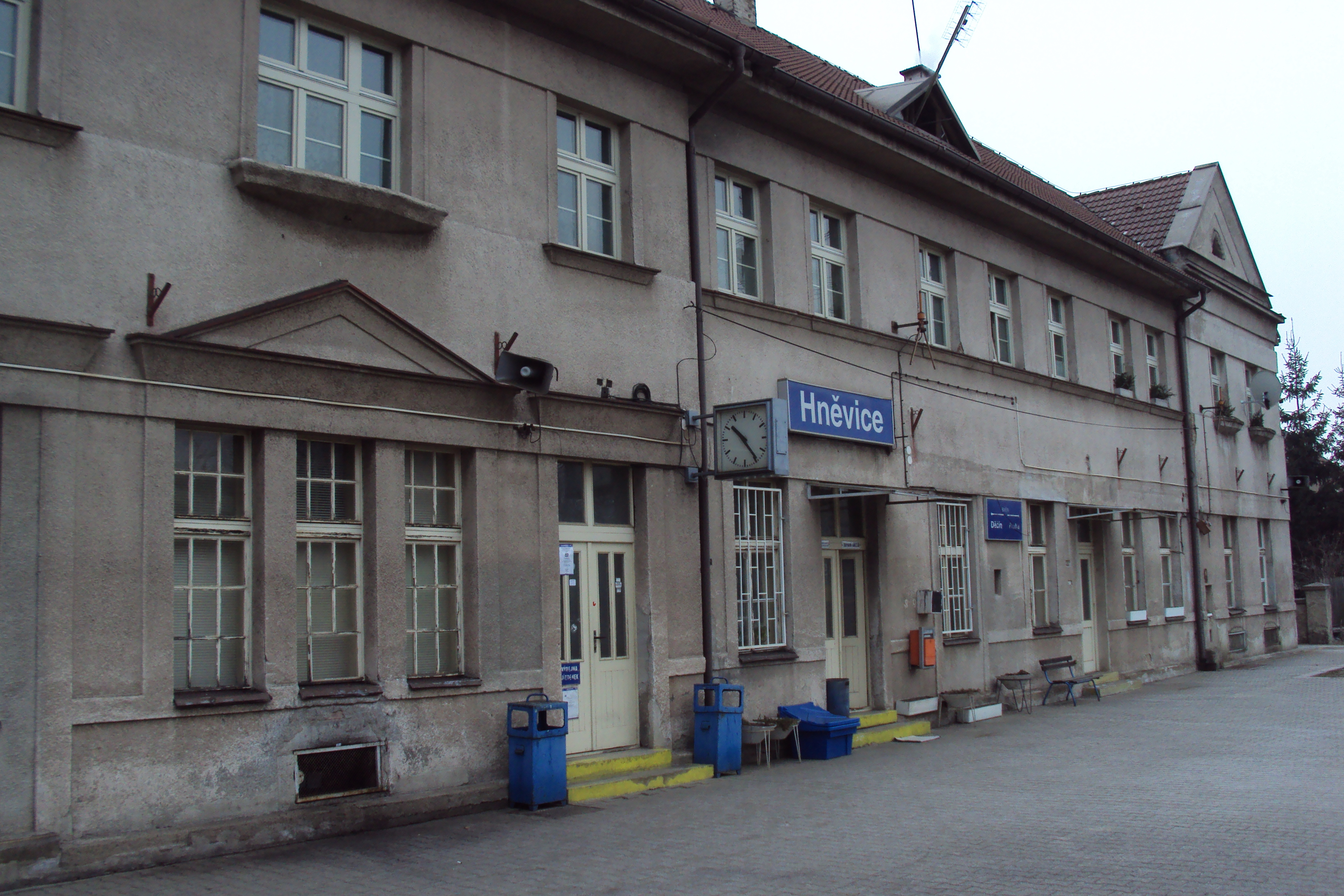
Hněvice
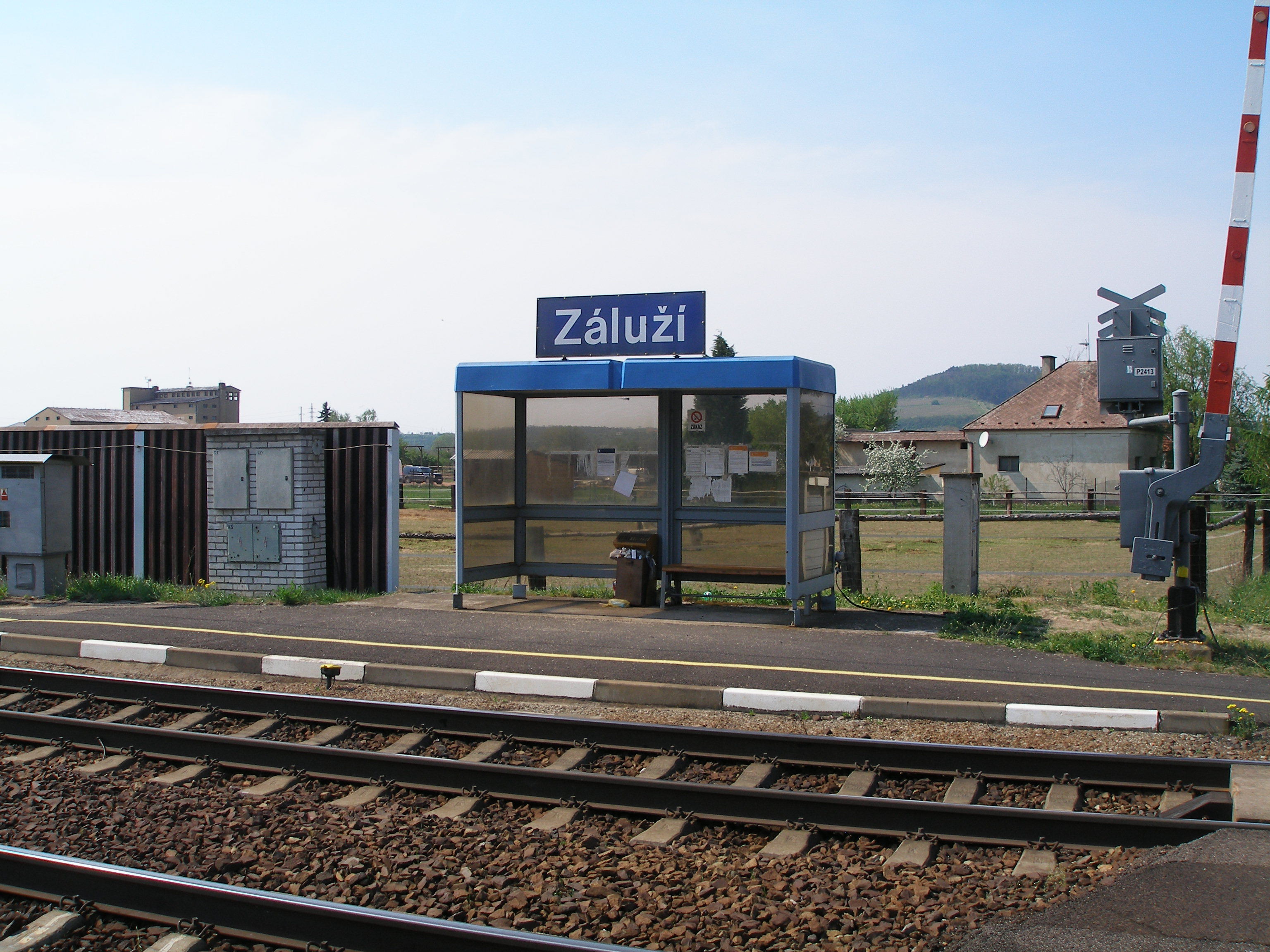
Záluží
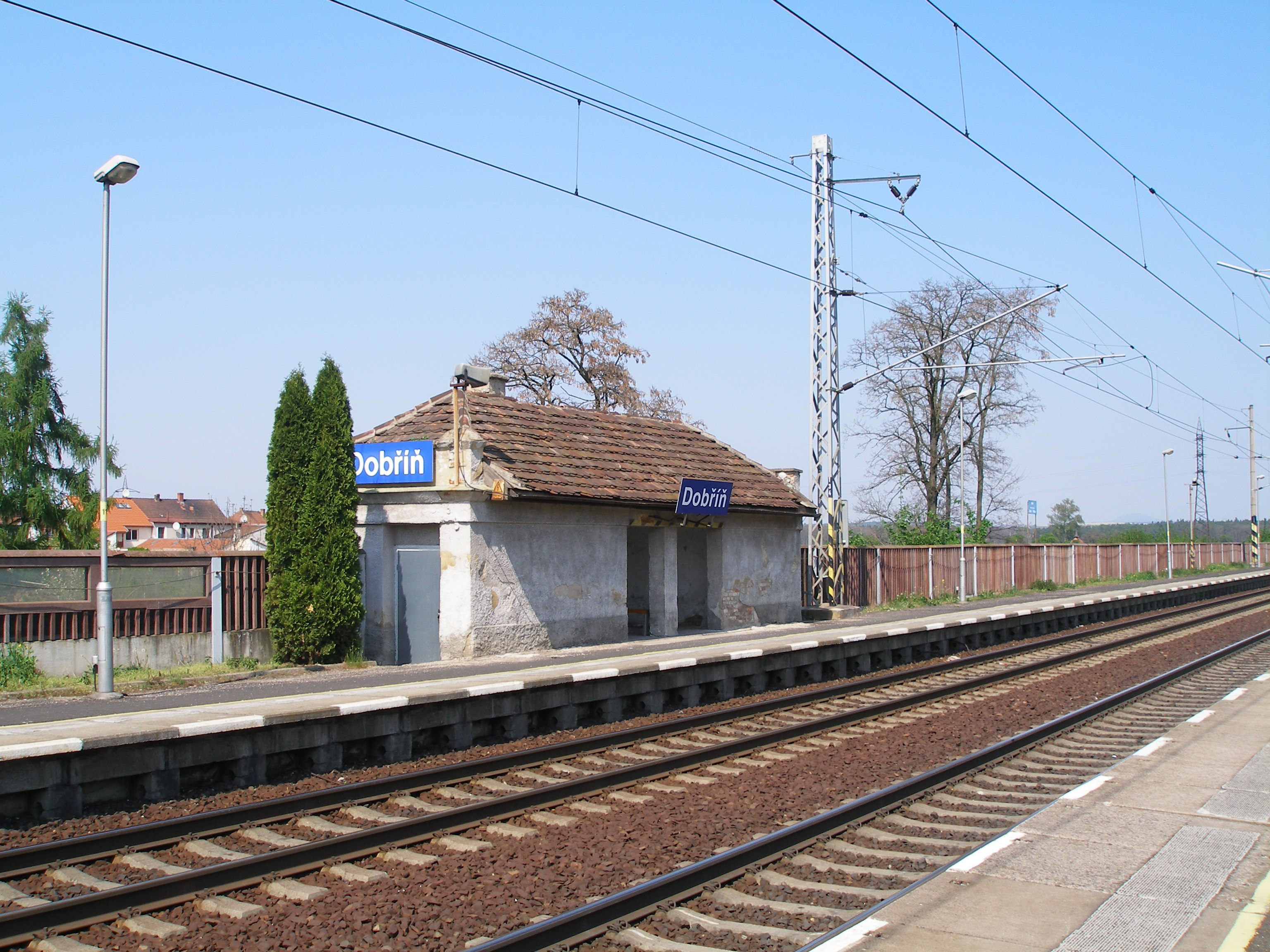
Dobříň
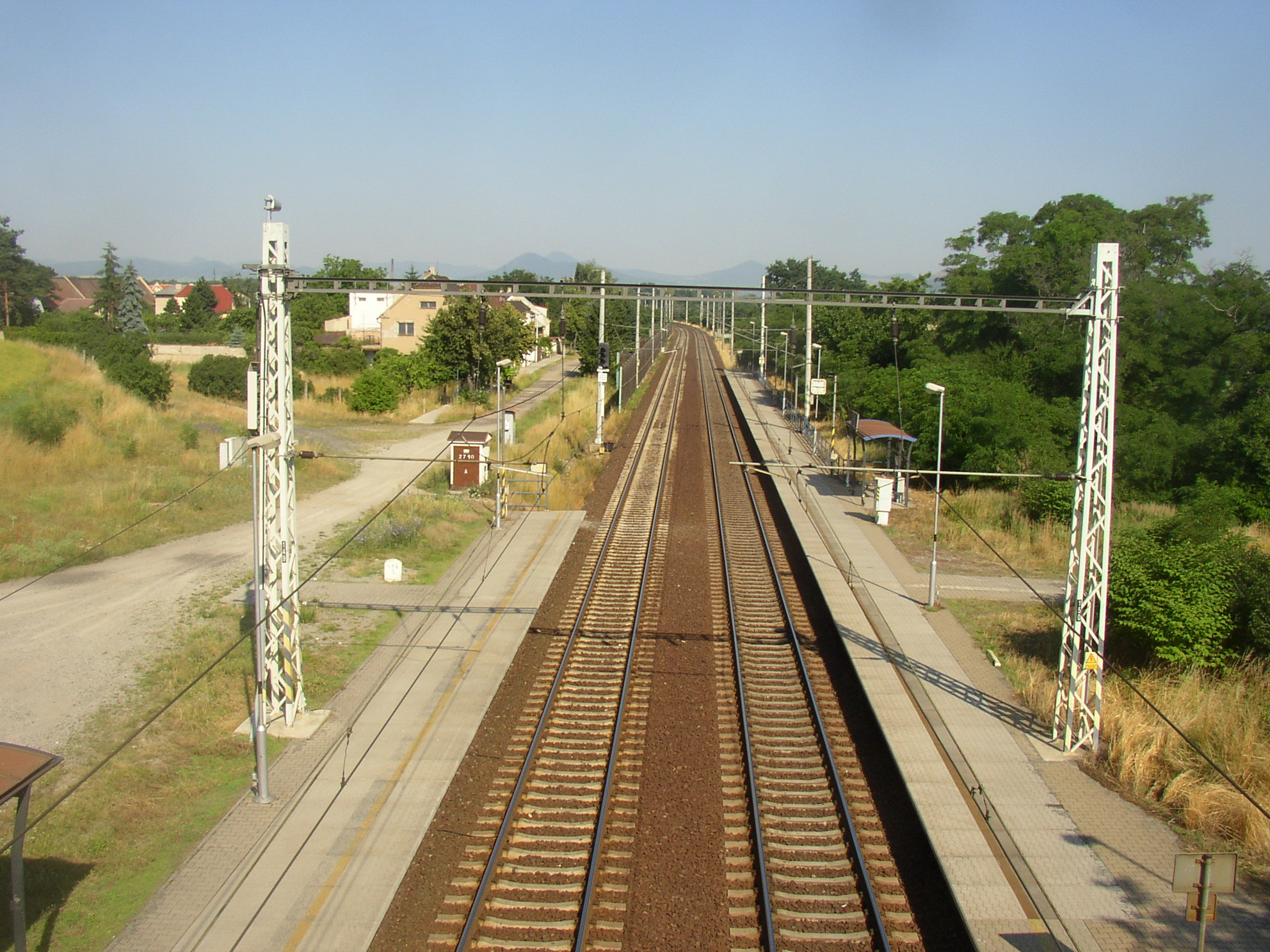
Hrdly
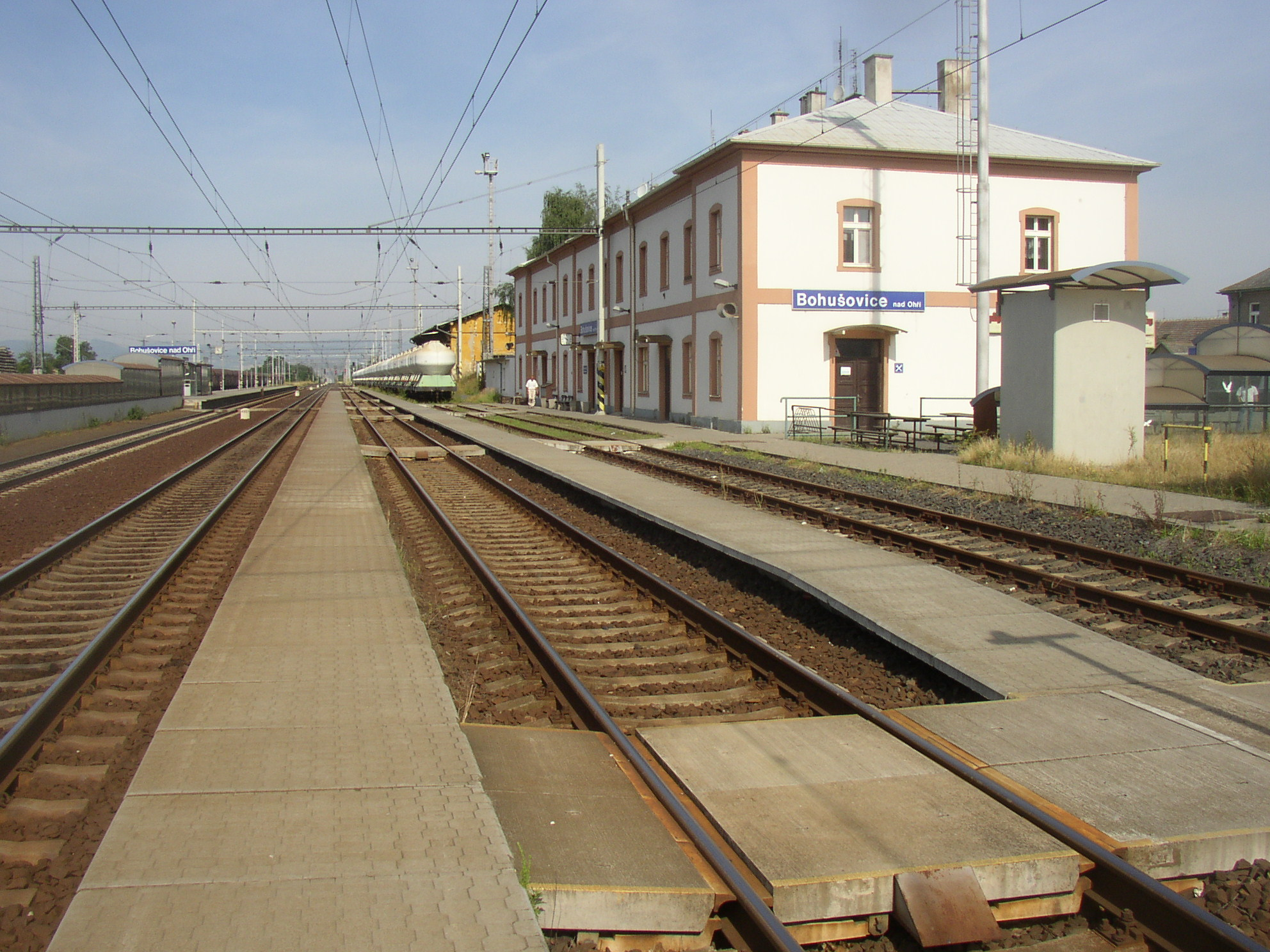
Bohušovice nad Ohří
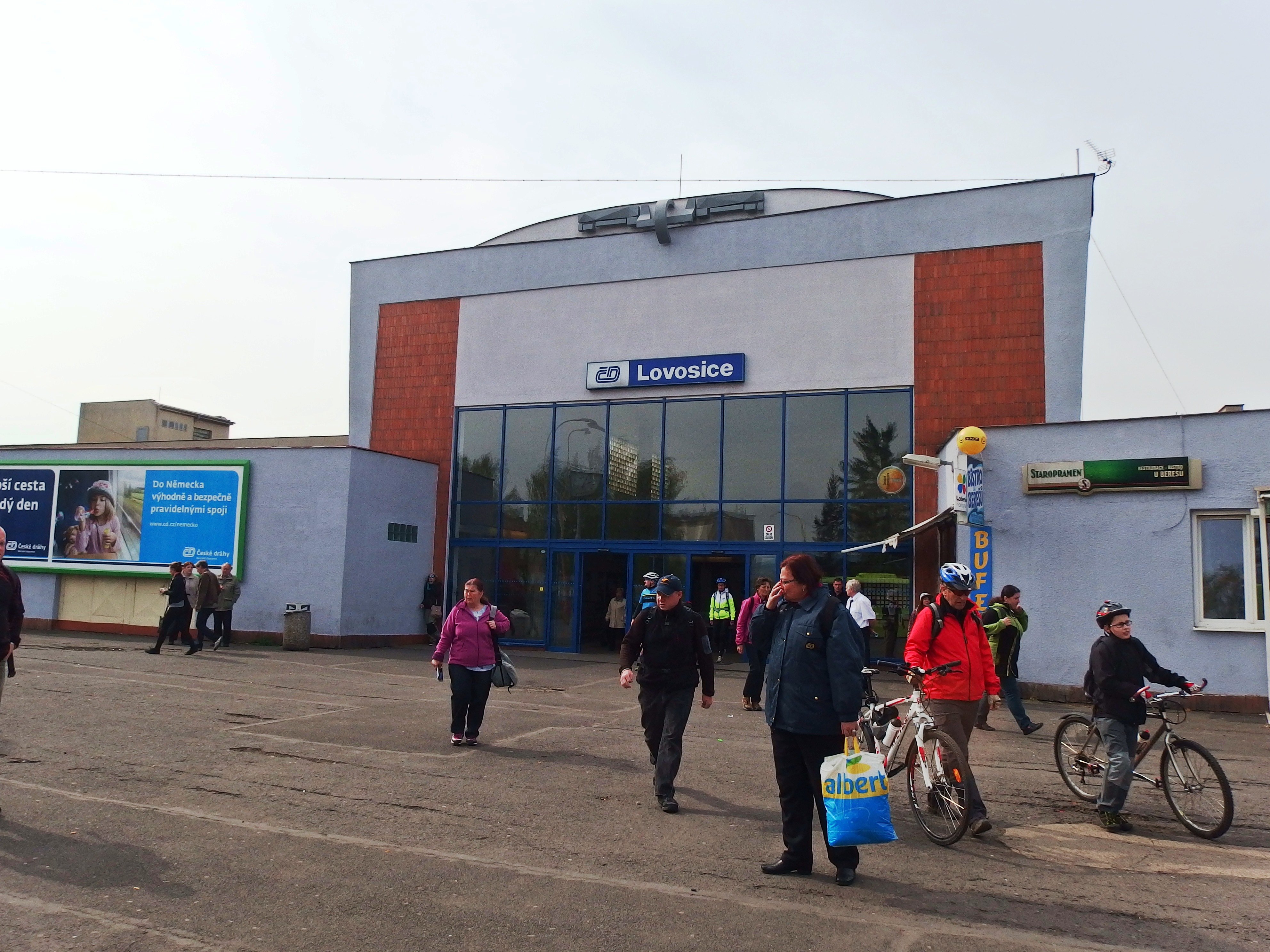
Lovosice
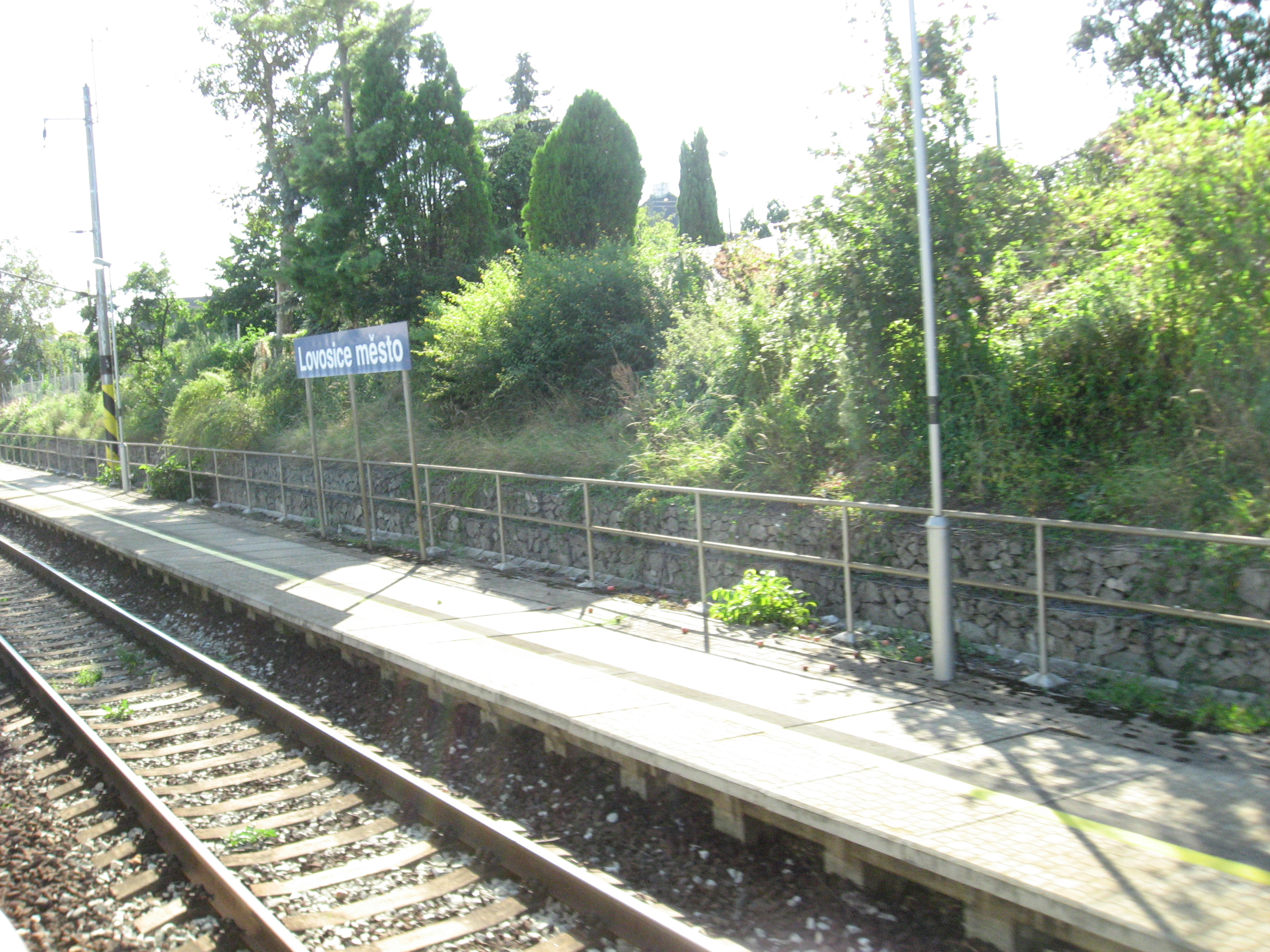
Lovosice město
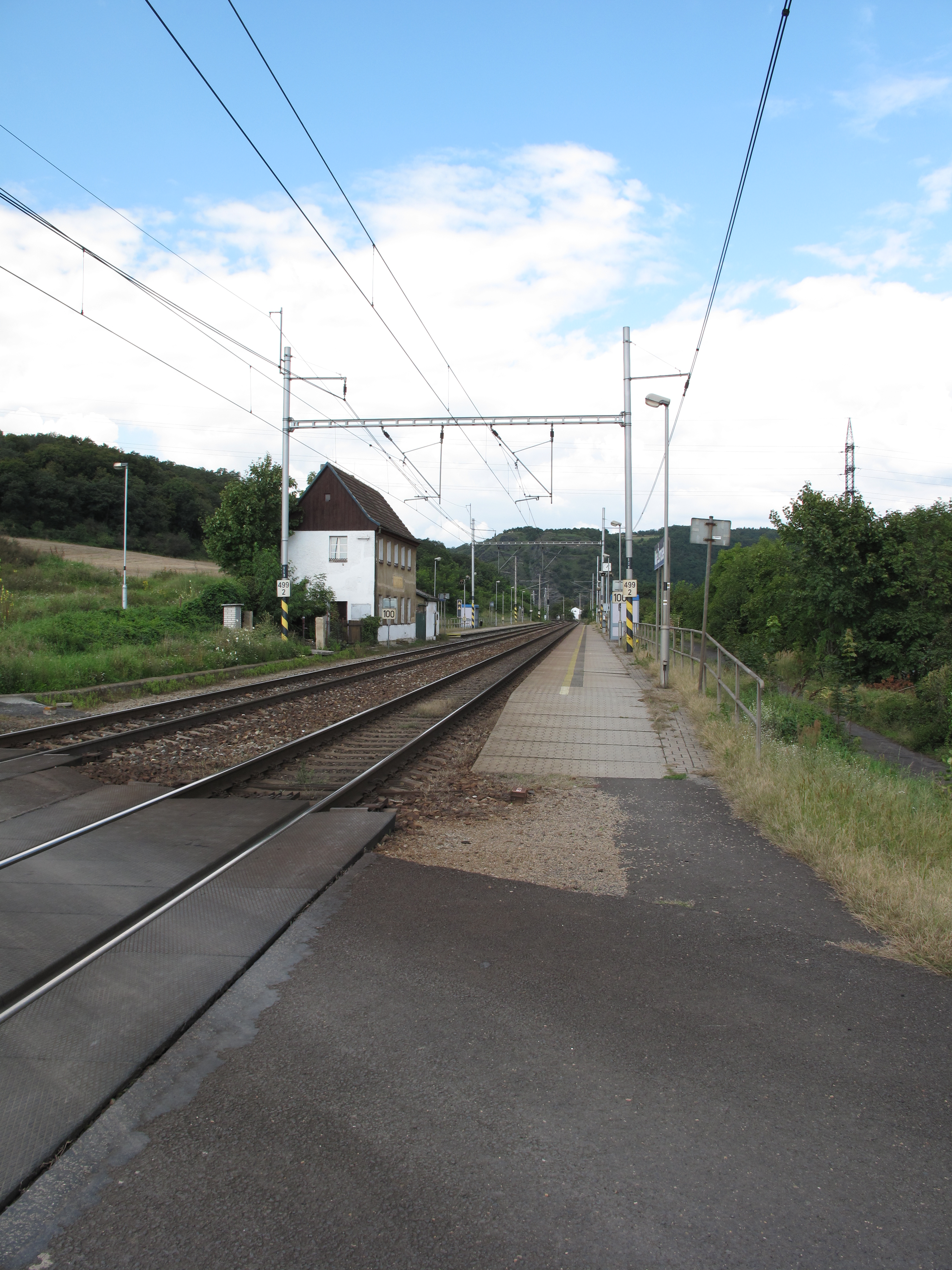
Malé Žernoseky
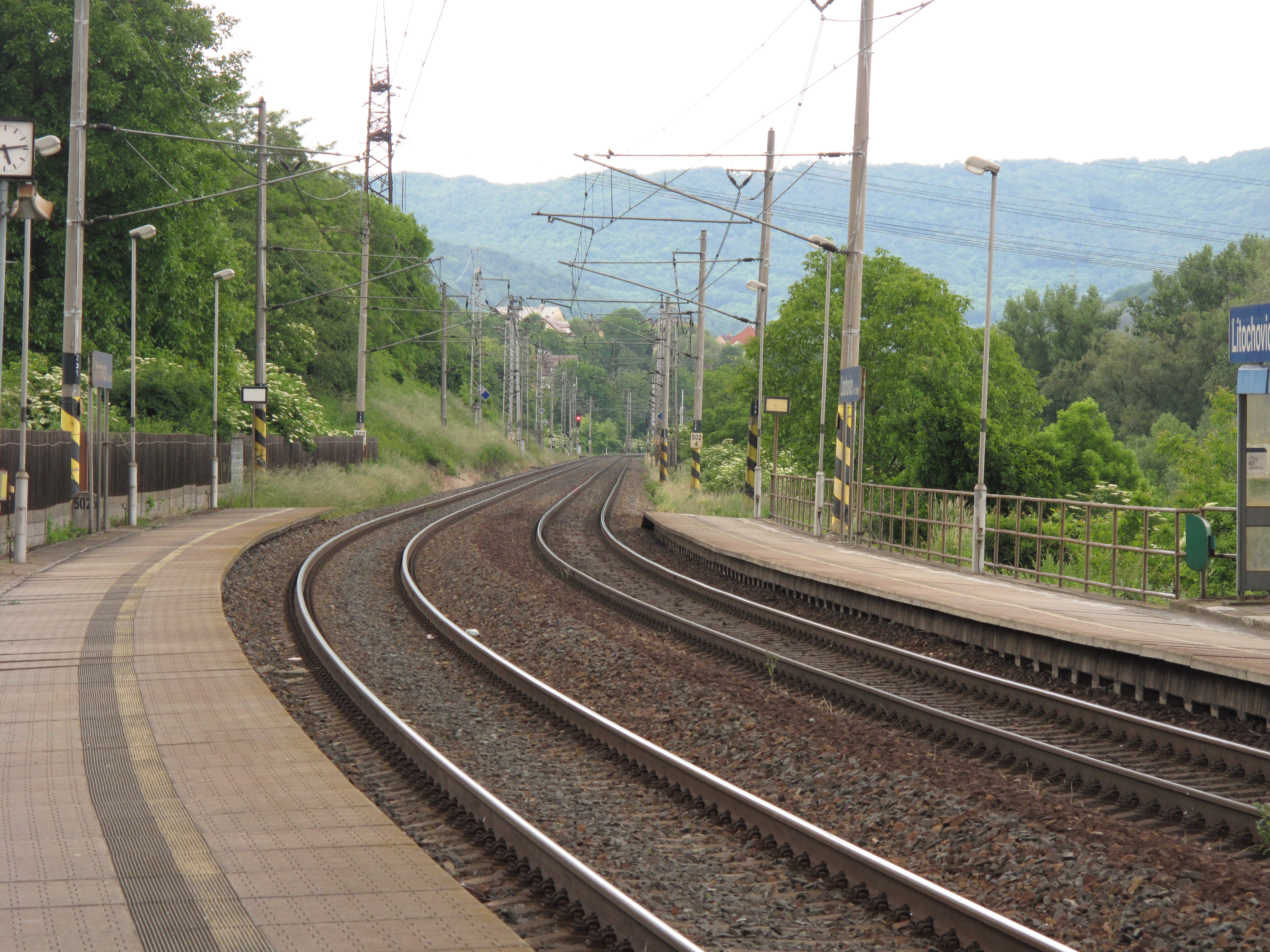
Litochovice nad Labem
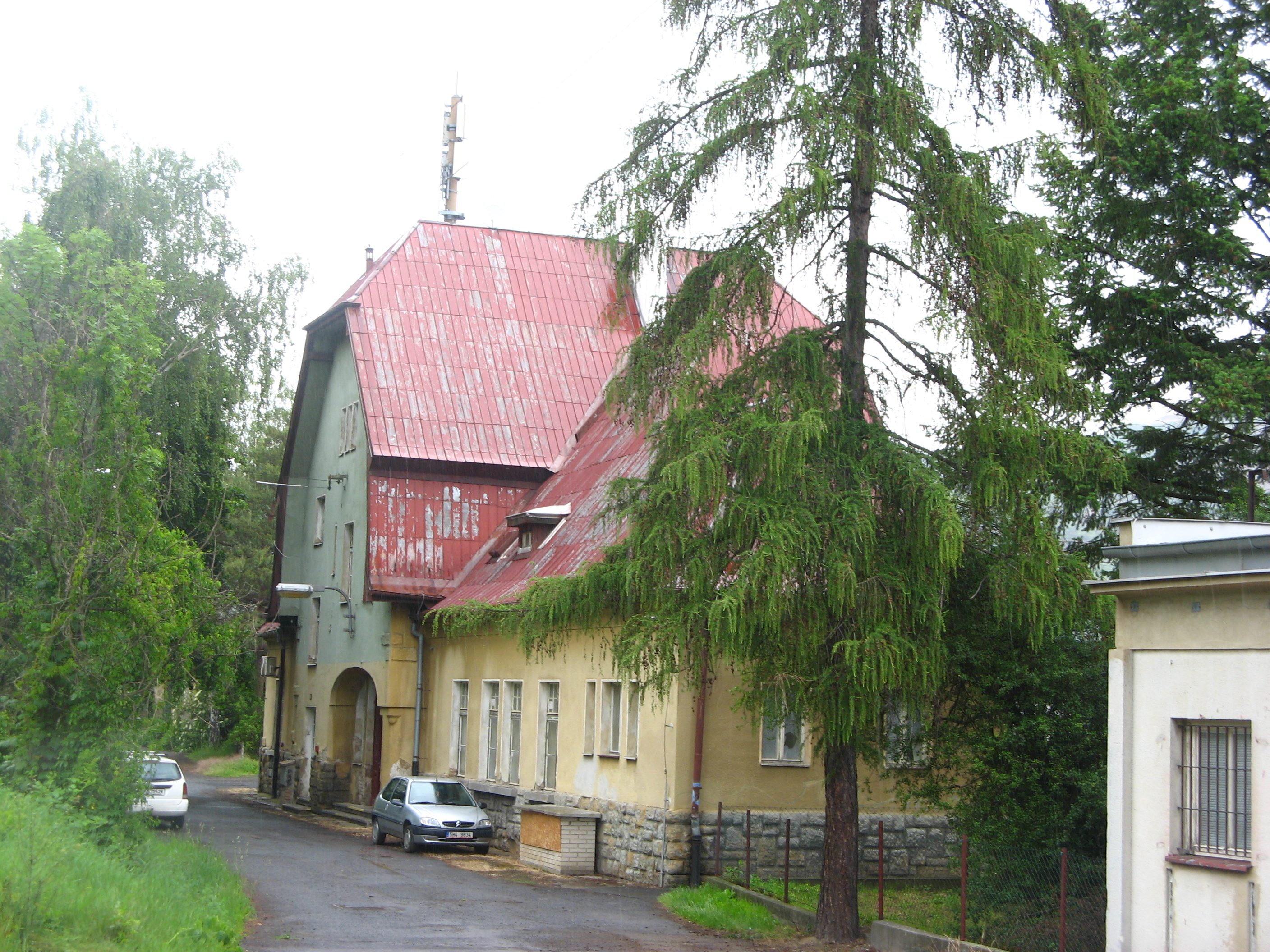
Prackovice nad Labem
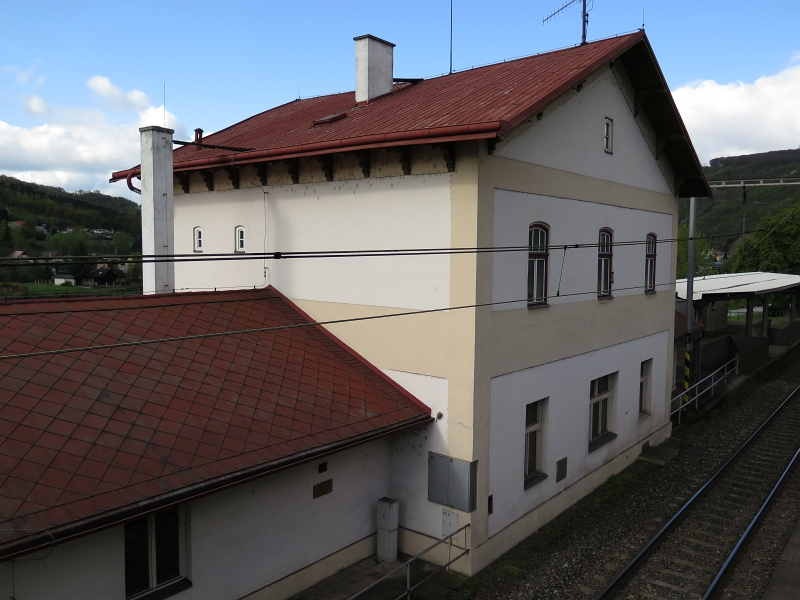
Dolní Zálezly
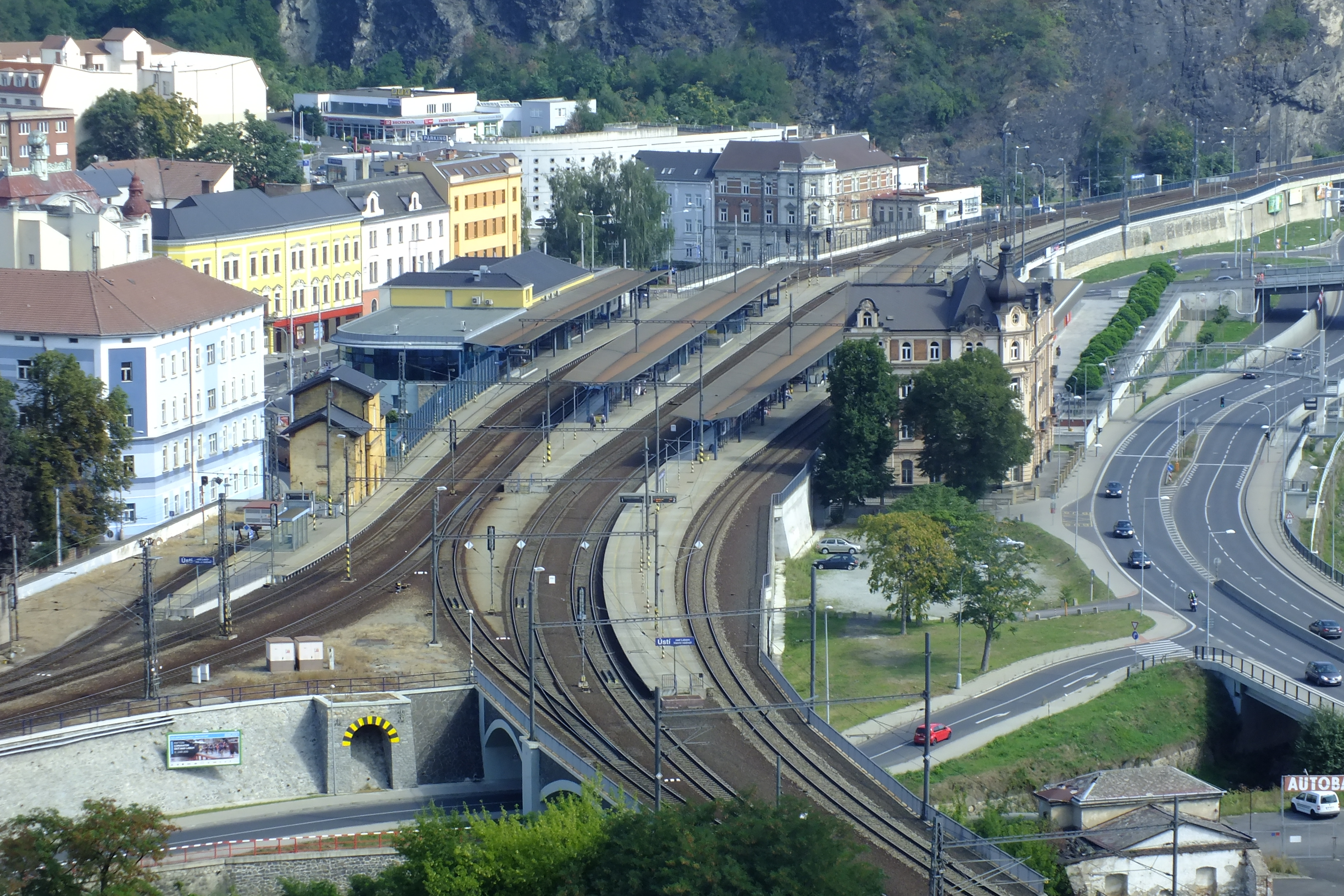
Ústí nad Labem hl.n.
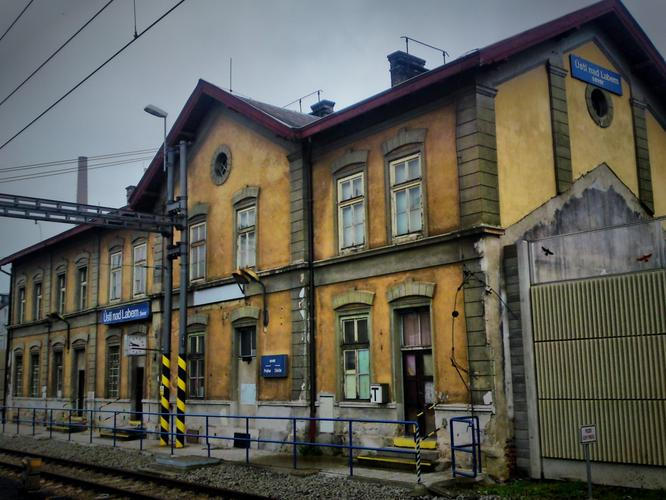
Ústí nad Labem sever
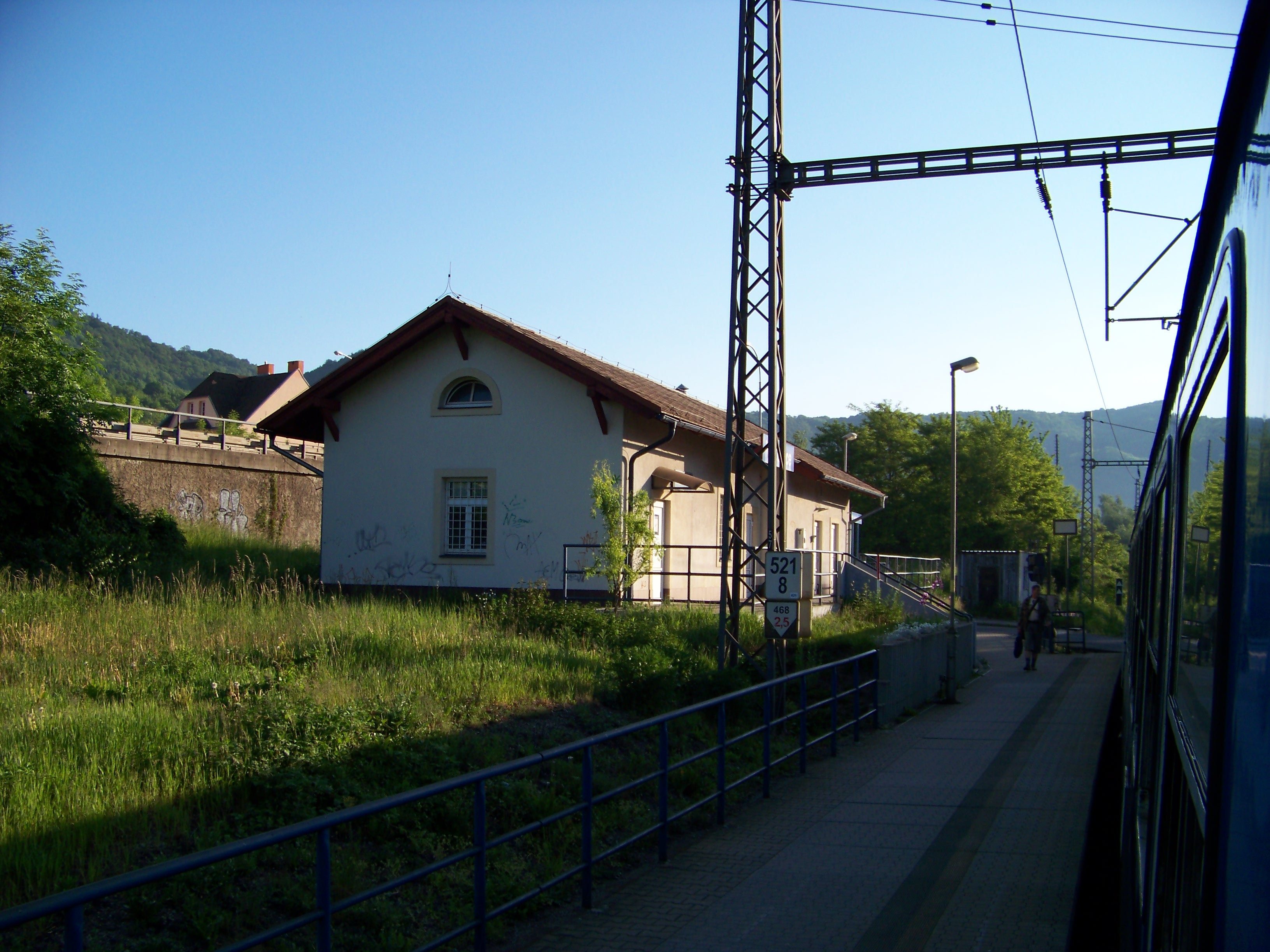
Neštěmice
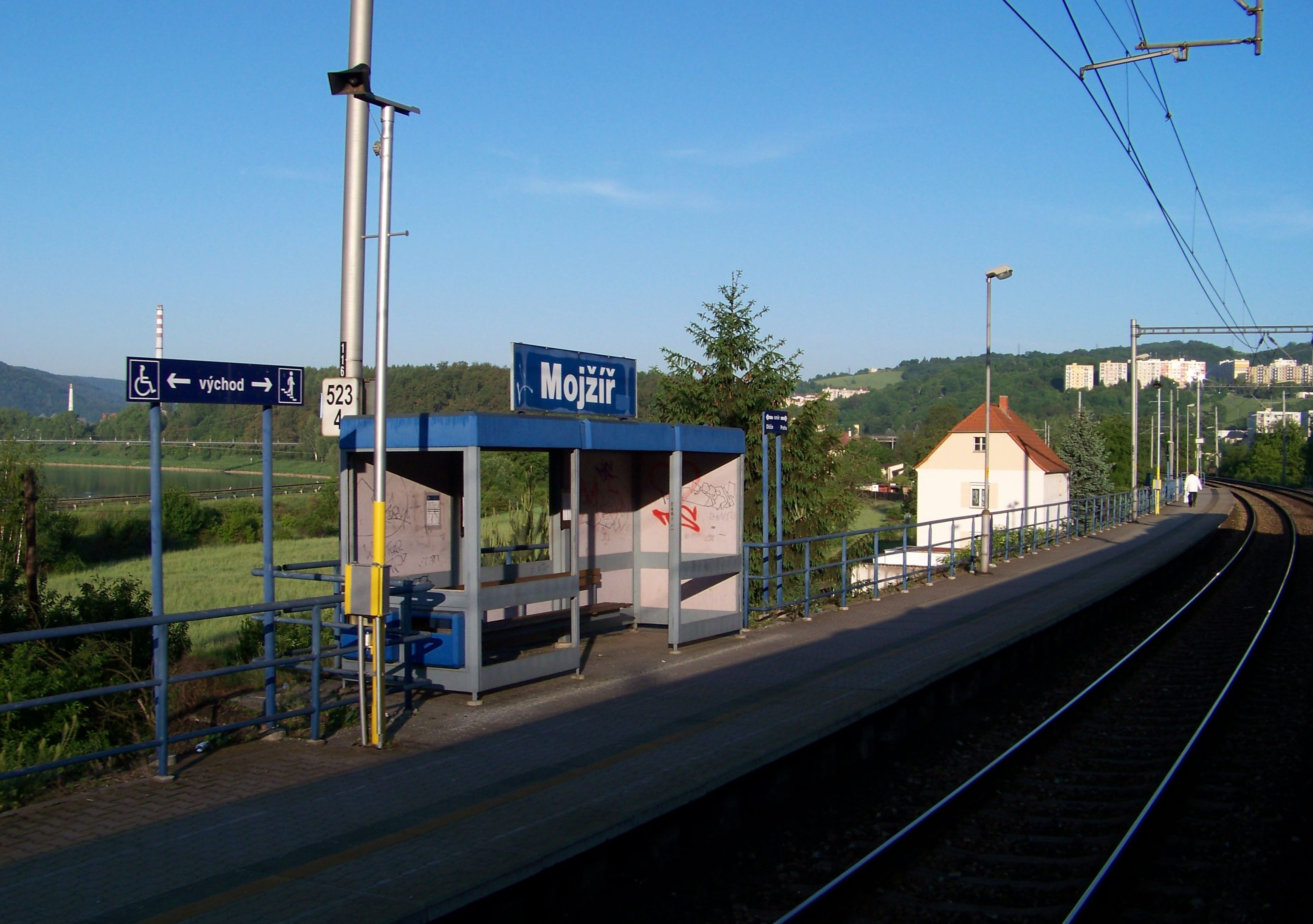
Mojžíř
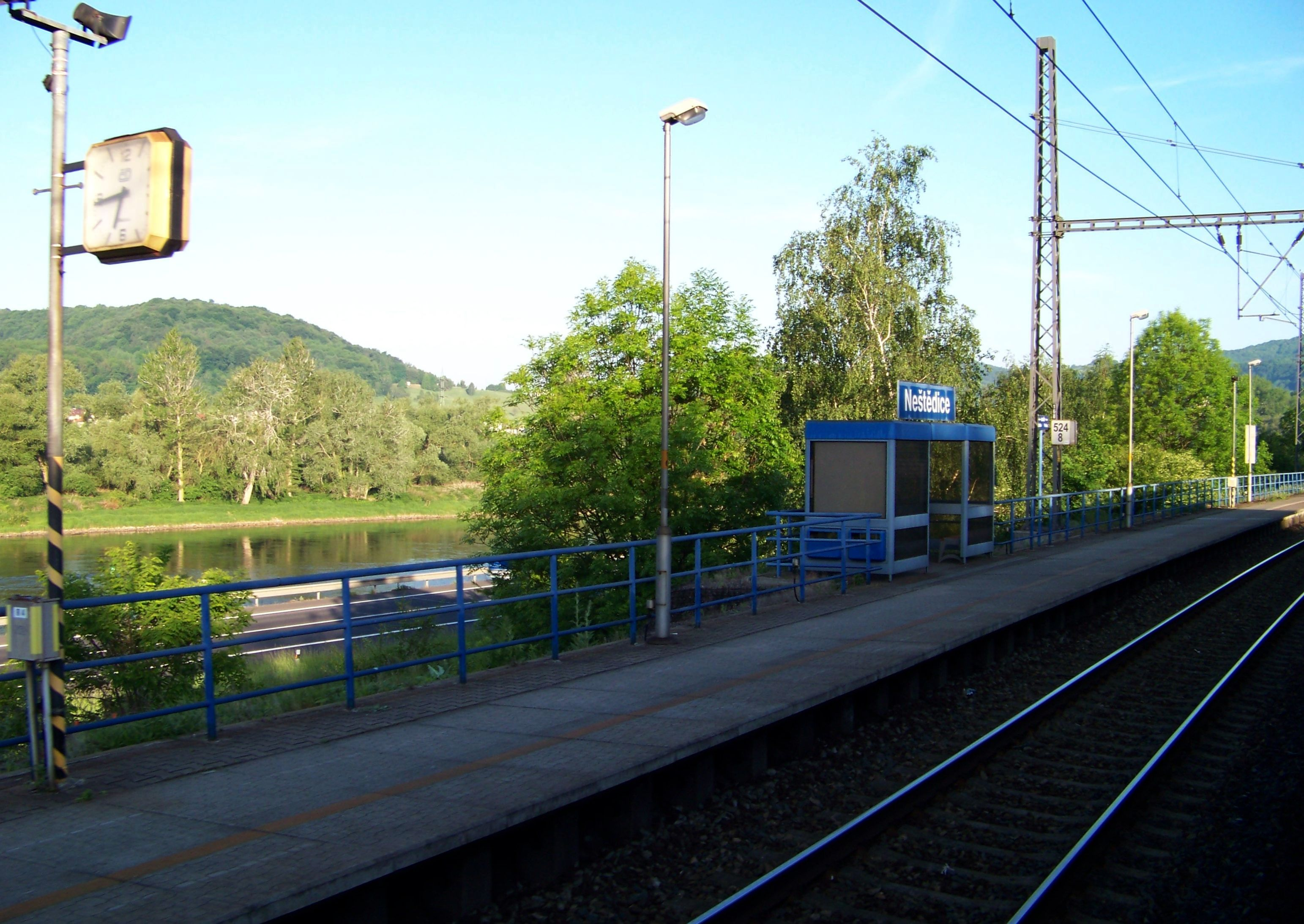
Neštědice
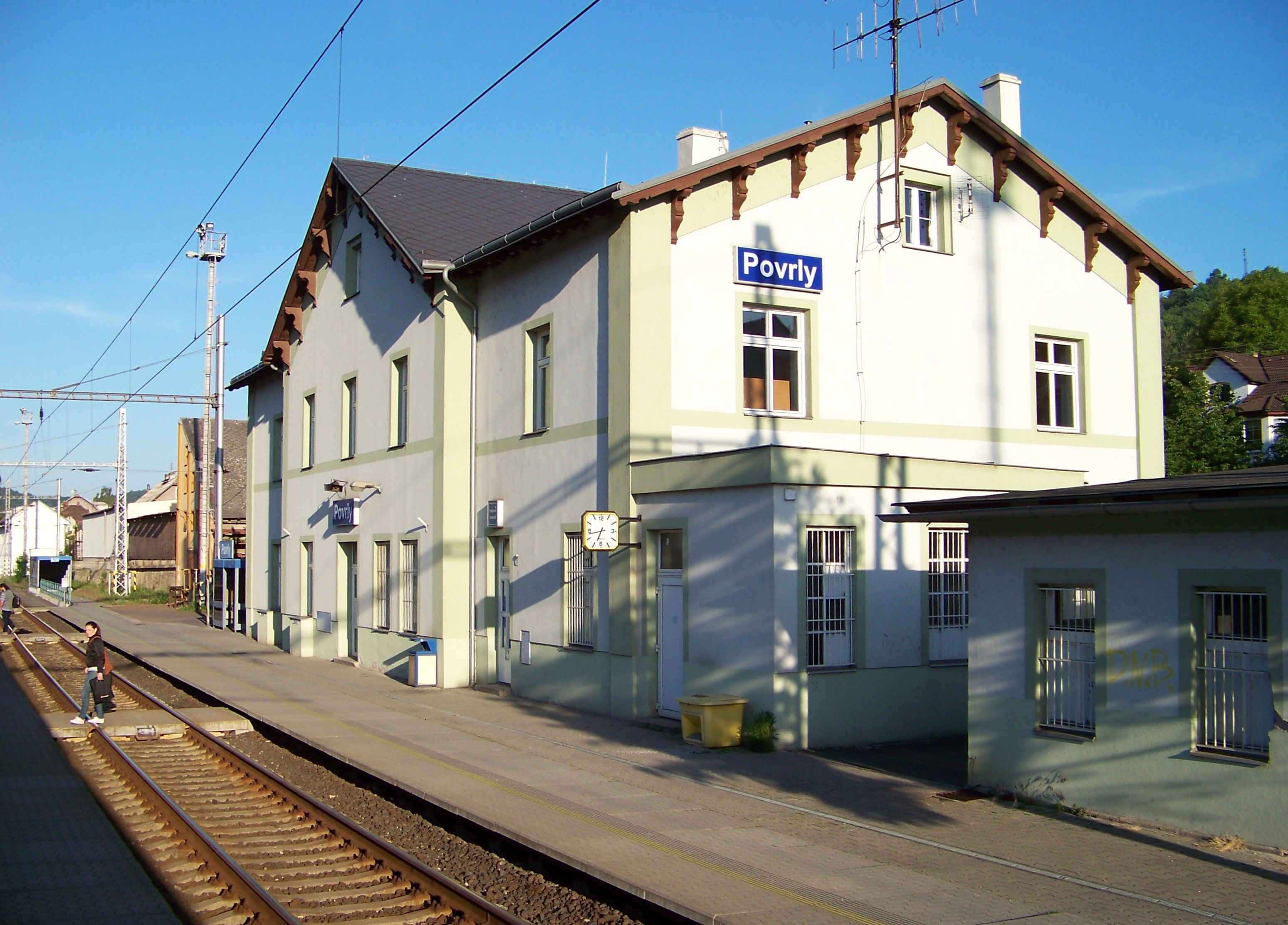
Povrly
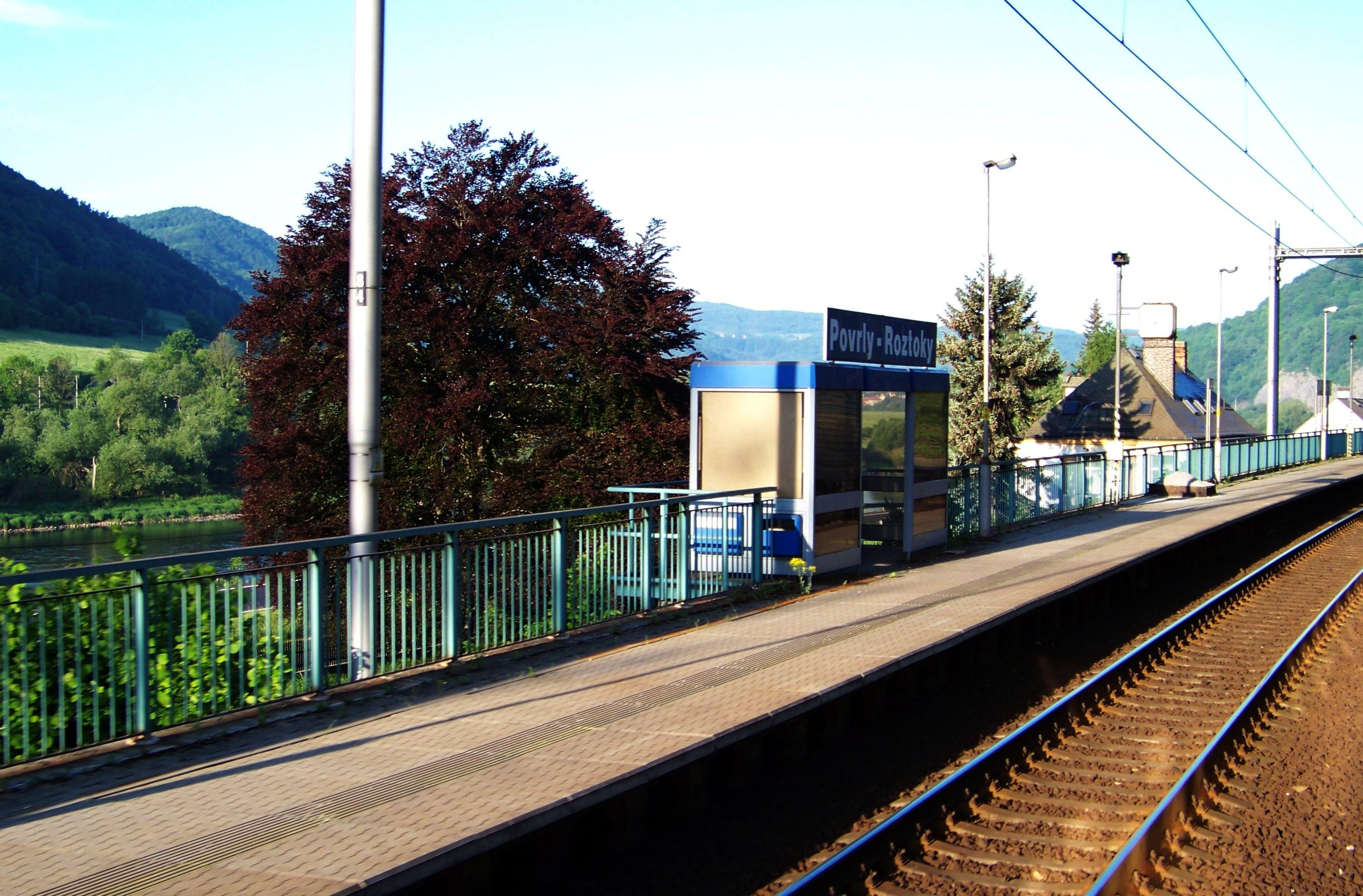
Povrly-Roztoky
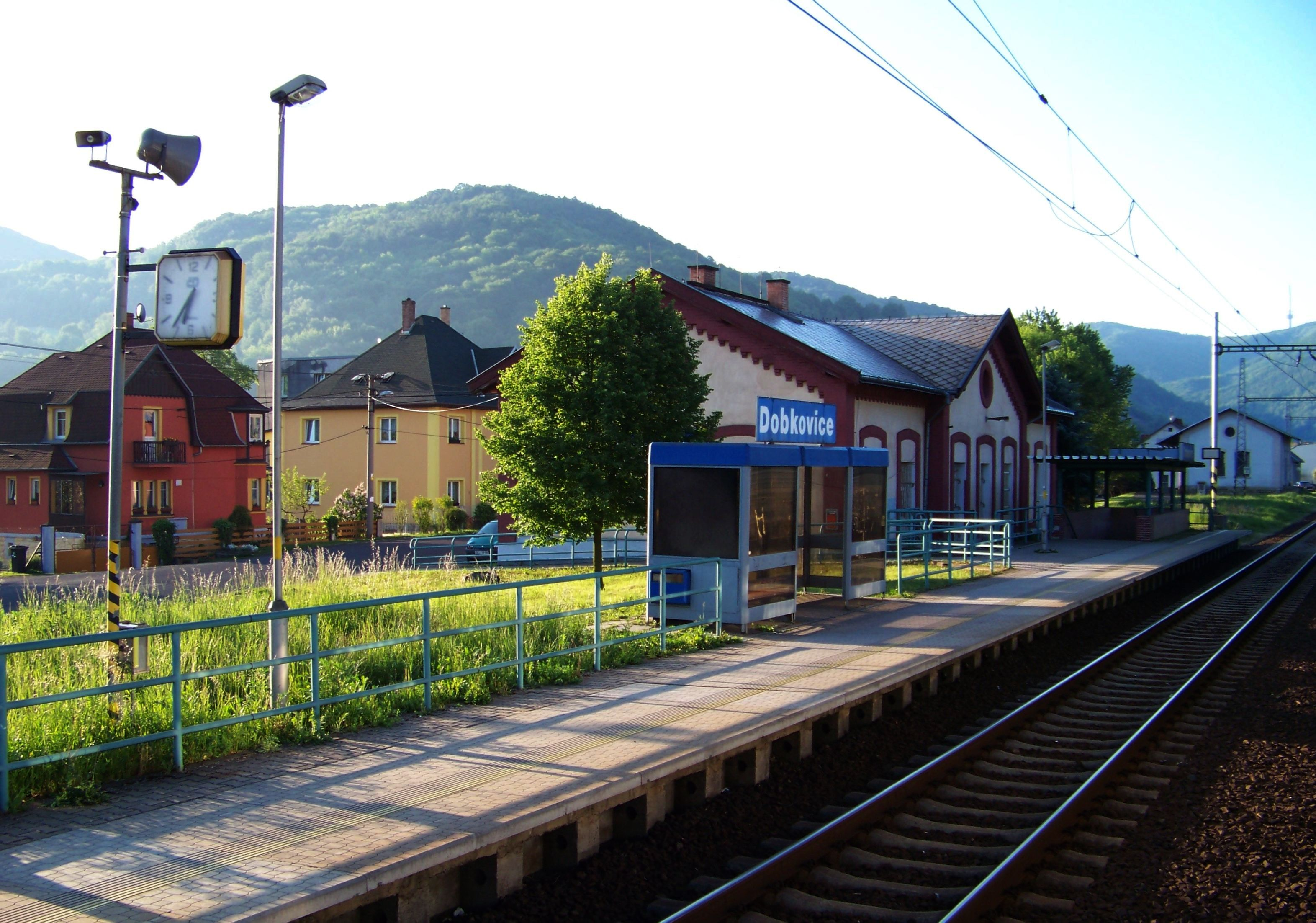
Dobkovice
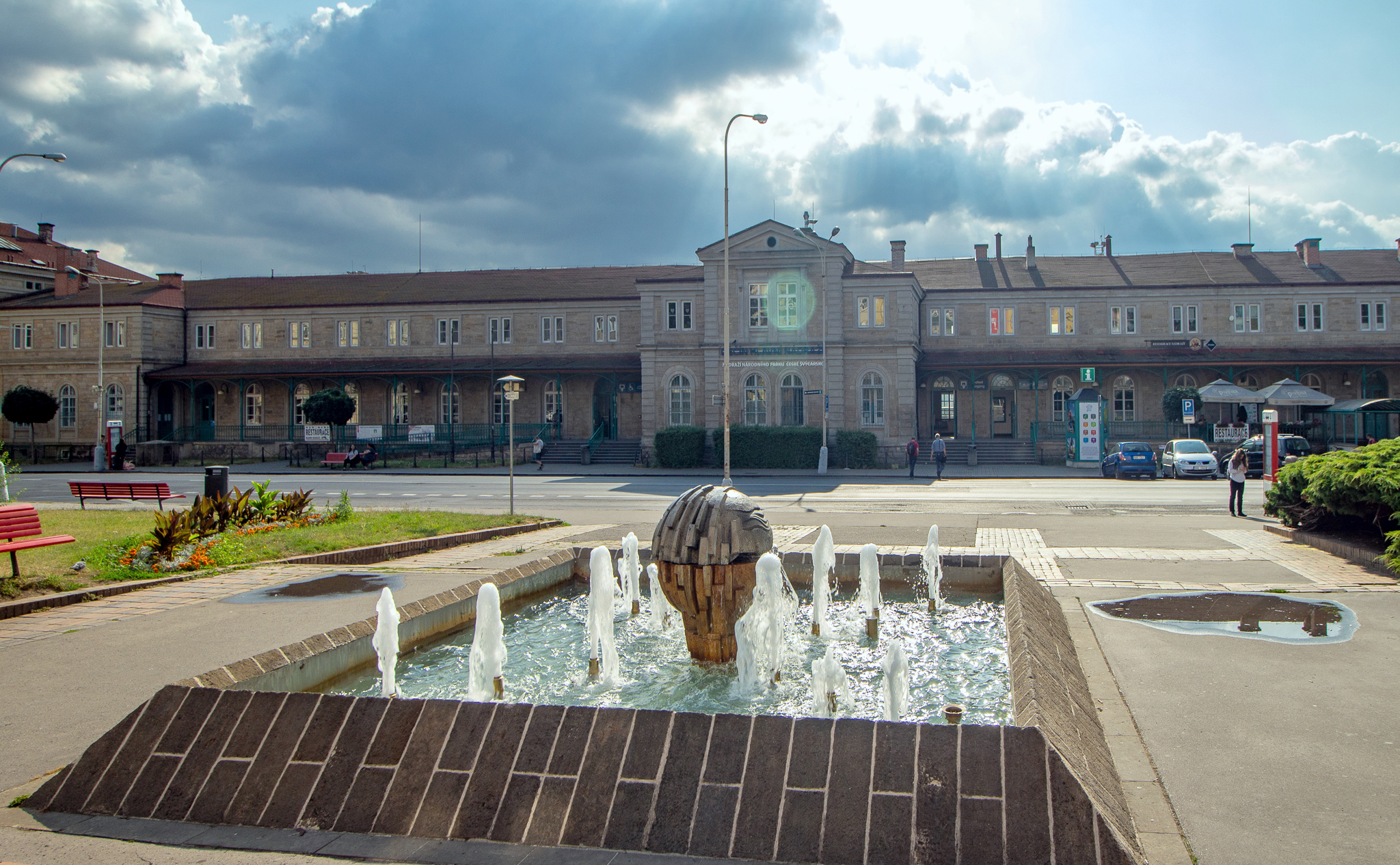
Děčín hl. n.